# 1940
| [ Edytuj tabelę ]                                                | |
| Prezydent Polski na uchodźstwie                                  | - 1939 Władysław Raczkiewicz 1947 |
| Premier rządu RP na uchodźstwie                                  | - 1939 Władysław Sikorski 1943 |
| Generalny gubernator ziem polskich (okupacja niemiecka)          | - 1939 Hans Frank 1945 |
| Król Afganistanu                                                 | - 1933 Mohammad Zaher Szah 1973 |
| Premier Afganistanu                                              | - 1929 Mohammad Haszim Chan 1946 |
| Król Albanii                                                     | - 1939 Wiktor Emanuel III 1943 |
| Premier Albanii                                                  | - 1939 Shefqet Verlaçi 1941 |
| Współksiążęta Andory                                             | - 1920 Justí Guitart i Vilardebó 1940 - 1940 Ricardo Fornesa i Puigdemasa (p.o.) 1943 - 1932 Albert Lebrun 1940 - 1940 Philippe Pétain 1944 |
| Król Arabii Saudyjskiej                                          | - 1932 Abd al-Aziz ibn Su’ud 1953 |
| Prezydent Argentyny                                              | - 1938 Roberto Maria Ortiz 1942 |
| Premier Australii                                                | - 1939 Robert Menzies 1941 |
| Król Belgów                                                      | - 1934 Leopold III 1951 |
| Premier Belgii                                                   | - 1939 Hubert Pierlot 1945 |
| Król Bhutanu                                                     | - 1926 Jigme Wangchuck 1952 |
| Prezydent Boliwii                                                | - 1939 Carlos Quintanilla 1940 - 1940 Enrique Peñaranda 1943                                                                                |
| Prezydent Brazylii                                               | - 1930 Getúlio Vargas 1945 |
| Sułtan Brunei                                                    | - 1924 Ahmad Tajuddin 1950 |
| Car Bułgarii                                                     | - 1918 Borys III 1943 |
| Premier Bułgarii                                                 | - 1935 Georgi Kjoseiwanow 1940 - 1940 Bogdan Fiłow 1943                                                                                     |
| Prezydent Chile                                                  | - 1938 Pedro Aguirre 1941 |
| Prezydent Chin                                                   | - 1931 Lin Sen 1943 |
| Prezydent Czechosłowacji na emigracji                            | - 1940 Edvard Beneš 1945 |
| Król Danii                                                       | - 1912 Chrystian X 1947 |
| Premier Danii                                                    | - 1929 Thorvald Stauning 1942 |
| Dalajlama                                                        | - 1940 Tenzin Gjaco |
| Prezydent Dominikany                                             | - 1938 Jacinto Peynado 1940 - 1940 Manuel de Jesús Troncoso de la Concha 1942                                                               |
| Władca Egiptu                                                    | - 1936 Faruk I 1952 |
| Premier Egiptu                                                   | - 1939 Ali Mahir 1940 - 1940 Hasan Sabri Pasza 1940 - 1940 Husajn Sirri 1942                                                                |
| Prezydent Ekwadoru                                               | - 1939 Andrés Córdova 1940 - 1940 Julio Enrique Moreno 1940 - 1940 Carlos Alberto Arroyo del Rio 1944                                       |
| Prezydent Estonii                                                | - 1937 Konstantin Päts 1940 - 1940 Johannes Vares 1940                                                                                      |
| Premier Estonii                                                  | - 1939 Jüri Uluots 1940 - 1940 Johannes Vares 1940                                                                                          |
| Premier Etiopii                                                  | - 1936 Wolde Tzaddick 1942 |
| Prezydent Filipin                                                | - 1935 Manuel Quezon 1944 |
| Prezydent Finlandii                                              | - 1937 Kyösti Kallio 1940 - 1940 Risto Ryti 1944                                                                                            |
| Premier Finlandii                                                | - 1939 Risto Ryti 1940 - 1940 Rudolf Walden (p.o.) 1941                                                                                     |
| Prezydent Francji                                                | - 1932 Albert Lebrun 1940 - 1940 Philippe Pétain 1944                                                                                       |
| Premier Francji                                                  | - 1938 Édouard Daladier 1940 - 1940 Paul Reynaud 1940 - 1940 Philippe Pétain 1940                                                           |
| Król Grecji                                                      | - 1935 Jerzy II 1947 |
| Premier Grecji                                                   | - 1936 Joanis Metaksas 1941 |
| Prezydent Gwatemali                                              | - 1931 Jorge Ubico 1944 |
| Prezydent Haiti                                                  | - 1930 Sténio Vincent 1941 |
| Premier Hiszpanii                                                | - 1939 Francisco Franco 1973 |
| Król Holandii                                                    | - 1890 Wilhelmina 1948 |
| Premier Holandii                                                 | - 1939 Dirk Jan de Geer 1940 - 1940 Pieter Sjoerds Gerbrandy 1945                                                                           |
| Prezydent Hondurasu                                              | - 1933 Tiburcio Carías Andino 1949 |
| Szach Iranu                                                      | - 1925 Reza Szah Pahlawi 1941 |
| Premier Iranu                                                    | - 1939 Ahmad Matin-Daftari 1940 - 1940 Ali Mansur 1941                                                                                      |
| Władca Indii                                                     | - 1936 Jerzy VI 1950 |
| Król Irlandii                                                    | - 1936 Jerzy VI Windsor 1949 |
| Prezydent Irlandii                                               | - 1938 Douglas Hyde (polityk) 1945 |
| Premier Irlandii                                                 | - 1932 Éamon de Valera 1948 |
| Cesarz Japonii                                                   | - 1926 Hirohito 1989 |
| Premier Japonii                                                  | - 1939 Nobuyuki Abe 1940 - 1940 Yonai Mitsumasa 1940 - 1940 Fumimaro Konoe 1941                                                             |
| Król Jugosławii                                                  | - 1934 Piotr II 1945 |
| Premier Jugosławii                                               | - 1939 Dragiša Cvetković 1941 |
| Premier Kanady                                                   | - 1935 William Lyon Mackenzie King 1948 |
| Emir Kataru                                                      | - 1913 Abd Allah ibn Kasim Al Sani 1949 |
| Prezydent Kolumbii                                               | - 1938 Eduardo Santos 1942 |
| Patriarcha Konstantynopola                                       | - 1936 Beniamin 1946 |
| Gubernator Korei (okupacja japońska)                             | - 1936 Jirō Minami 1942 |
| Prezydent Kostaryki                                              | - 1936 León Cortés Castro 1940 - 1940 Rafael Ángel Calderón Guardia 1944                                                                    |
| Prezydent Kuby                                                   | - 1936 Federico Laredo Brú 1940 - 1940 Fulgencio Batista 1944                                                                               |
| Premier Kuby                                                     | - 1940 Carlos Saladrigas 1942 |
| Prezydent Liberii                                                | - 1930 Edwin Barclay 1944 |
| Książę Liechtensteinu                                            | - 1938 Franciszek Józef II 1989 |
| Premier Liechtensteinu                                           | - 1928 Josef Hoop 1945 |
| Prezydent Litwy                                                  | - 1926 Antanas Smetona 1940 - 1940 Antanas Merkys 1940 - 1940 Justas Paleckis 1940                                                          |
| Premier Litwy                                                    | - 1939 Antanas Merkys 1940 - 1940 Justas Paleckis 1940 - 1940 Vincas Krėvė-Mickevičius 1940                                                 |
| Premier Litwyna emigracji                                        | - 1940 Stasys Lozoraitis 1983 |
| Wielki książę Luksemburga                                        | - 1919 Szarlotta 1964 |
| Premier Luksemburga                                              | - 1937 Pierre Dupong 1953 |
| Prezydent Łotwy                                                  | - 1936 Kārlis Ulmanis 1940 - 1940 Augusts Kirhenšteins 1940                                                                                 |
| Premier Łotwy                                                    | - 1934 Kārlis Ulmanis 1940 - 1940 Augusts Kirhenšteins 1940                                                                                 |
| Cesarz Mandżukuo                                                 | - 1934 Pu Yi 1945 |
| Sułtan Maroka                                                    | - 1927 Muhammad V 1953 |
| Prezydent Meksyku                                                | - 1934 Lázaro Cárdenas del Río 1940 - 1940 Manuel Ávila Camacho 1946                                                                        |
| Książę Monako                                                    | - 1922 Ludwik II 1949 |
| Minister stanu Monako                                            | - 1937 Émile Roblot 1944 |
| Przewodniczący Prezydium Małego Churału Państwowego Mongolii     | - 1940 Gonczigijn Bumcend 1951 |
| Premier Mongolii                                                 | - 1939 Chorlogijn Czojbalsan 1952 |
| Król Nepalu                                                      | - 1911 Tribhuvan 1950 |
| Premier Nepalu                                                   | - 1932 Juddha Shumsher Jang Bahadur Rana 1945                                                                                               |
| Prezydent Niemiec                                                | - 1934 Adolf Hitler (führer) 1945 |
| Kanclerz Niemiec                                                 | - 1933 Adolf Hitler 1945 |
| Prezydent Nikaragui                                              | - 1937 Anastasio Somoza García 1947 |
| Król Norwegii                                                    | - 1905 Haakon VII 1957 |
| Premier Norwegii                                                 | - 1935 Johan Nygaardsvold 1945 |
| Premier Nowej Zelandii                                           | - 1935 Michael Savage 1940 - 1940 Peter Fraser 1949                                                                                         |
| Sułtan Omanu                                                     | - 1932 Sa’id ibn Tajmur 1970 |
| Prezydent Panamy                                                 | - 1939 Augusto Samuel Boyd (p.o.) 1940 - 1940 Arnulfo Arias Madrid 1941                                                                     |
| Papież                                                           | - 1939 Pius XII 1958 |
| Prezydent Paragwaju                                              | - 1939 gen. José Félix Estigarribia 1940 - 1940 gen. Higinio Morínigo 1948                                                                  |
| Prezydent Peru                                                   | - 1939 Manuel Prado Ugarteche 1945 |
| Premier Południowej Afryki                                       | - 1939 Jan Smuts 1948 |
| Prezydent Portugalii                                             | - 1926 António Óscar de Fragoso Carmona 1951                                                                                                |
| Premier Portugalii                                               | - 1932 António de Oliveira Salazar 1968 |
| Król Rumunii                                                     | - 1930 Karol II 1940 - 1940 Michał 1947 |
| Premier Rumunii                                                  | - 1939 Gheorghe Tătărescu 1940 - 1940 Ion Gigurtu 1940 - 1940 Ion Antonescu 1944                                                            |
| Prezydent Salwadoru                                              | - 1931 Maximiliano Hernández Martínez 1944                                                                                                  |
| Kapitanowie regenci San Marino                                   | - 1939 Marino Michelotti Orlando Reffi 1940 - 1940 Angelo Manzoni Borghesi Filippo Mularoni 1940 - 1940 Federico Gozi Salvatore Foschi 1941 |
| Sekretarz Stanu do spraw Politycznych i Zagranicznych San Marino | - 1918 Giuliano Gozi 1943 |
| Prezydent Słowacji                                               | - 1939 Jozef Tiso 1945 |
| Premier Słowacji                                                 | - 1939 Vojtech Tuka 1944 |
| Prezydent Syrii                                                  | - 1939 Bahidż al-Chatib 1941 |
| Prezydent Szwajcarii                                             | - 1940 Marcel Pilet-Golaz 1940 |
| Król Szwecji                                                     | - 1907 Gustaw V 1950 |
| Premier Szwecji                                                  | - 1936 Per Albin Hansson 1946 |
| Król Tajlandii                                                   | - 1935 Ananda Mahidol 1946 |
| Premier Tajlandii                                                | - 1938 Plaek Pibulsongkram 1944 |
| Król Tonga                                                       | - 1918 Salote Tupou III 1965 |
| Premier Tonga                                                    | - 1923 Viliami Tungī Mailefihi 1941 |
| Prezydent Turcji                                                 | - 1938 İsmet İnönü 1950 |
| Premier Turcji                                                   | - 1939 Refik Saydam 1942 |
| Prezydent Urugwaju                                               | - 1938 Alfredo Baldomir 1943 |
| Prezydent USA                                                    | - 1933 Franklin Delano Roosevelt 1945 |
| Prezydent Wenezueli                                              | - 1935 Eleazar López Contreras 1941 |
| Regent Królestwa Węgier                                          | - 1920 Miklós Horthy 1944 |
| Premier Węgier                                                   | - 1939 Pál Teleki 1941 |
| Monarcha Wielkiej Brytanii                                       | - 1936 Jerzy VI 1952 |
| Premier Wielkiej Brytanii                                        | - 1937 Neville Chamberlain 1940 - 1940 Winston Churchill 1945                                                                               |
| Cesarz Wietnamu                                                  | - 1926 Bảo Đại 1945 |
| Król Włoch                                                       | - 1900 Wiktor Emanuel III 1946 |
| Premier Włoch                                                    | - 1922 Benito Mussolini 1943 |
| Przywódca ZSRR                                                   | - 1924 Józef Stalin 1953 |
| Premier ZSRR                                                     | - 1930 Wiaczesław Mołotow 1941 |

Rok 1940 / MCMXL
stulecia: XIX wiek ~
XX wiek ~
XXI wiek

dziesięciolecia:
1910–1919 •
1920–1929 •
1930–1939 •
1940–1949
• 1950–1959
• 1960–1969
• 1970–1979

lata: 1930 «
1935 «
1936 «
1937 «
1938 «
1939 «
1940
» 1941
» 1942
» 1943
» 1944
» 1945
» 1950

## II wojna światowa
- Wojna w Afryce Północnej
- Wojna w Azji i na Pacyfiku
- Wojna w Europie
- Wojna w Polsce

## Pozostałe wydarzenia w Polsce
- 7 stycznia:
  - w Oflagu XI B Braunschweig polscy jeńcy wojenni utworzyli 4-sekcyjny klub sportowy – WKS Orlę.
  - w Krakowie ukazało się pierwsze wydanie gazety „Krakiwśki Wisti”, rozprowadzanej wśród Ukraińców w Generalnym Gubernatorstwie i III Rzeszy.
- 11 stycznia:
  - w lesie w pobliżu Stutthofu Niemcy rozstrzelali pierwszą grupę działaczy Polonii z Wolnego Miasta Gdańska.
  - w Siedlcach zanotowano najniższą temperaturę w historii Polski (–41 °C).
- 12 stycznia – akcja T4: żandarmeria niemiecka rozstrzelała 440 pacjentów szpitala psychiatrycznego w Chełmie.
- 21 stycznia – wybuchło powstanie czortkowskie, skierowane przeciwko sowieckim wojskom okupacyjnym.
- 24 stycznia – w Tczewie hitlerowcy rozstrzelali 13 zakładników w odwecie za rzekome podpalenie warsztatów samochodowych przez polski ruch oporu.
- 6 lutego – przedstawiony został tzw. Plan Pabsta, przewidujący 10-krotne zmniejszenie i przebudowę Warszawy.
- 8 lutego:
  - zostało utworzone getto w Łodzi.
  - po międzynarodowych protestach Niemcy zwolnili 101 osób aresztowanych podczas Sonderaktion Krakau.
- 10 lutego – Sowieci rozpoczęli masowe deportacje ludności polskiej z terenów zajętych po 17 września 1939 przez Armię Czerwoną. Ponad 200 tys. osób wywieziono do obozów (łagrów), położonych w Starobielsku na Ukrainie, a także na Syberii i w Kazachstanie. Deportacja objęła głównie urzędników państwowych, a także właścicieli ziemskich i osadników wojskowych. Działalność ta etapami trwała aż do lata następnego roku – do najazdu Niemiec na ZSRR.
- 12 lutego – na cmentarzu żydowskim w Lublinie hitlerowcy rozstrzelali 180 Żydów.
- 17 lutego – Niemcy zniszczyli pomnik Tadeusza Kościuszki na Wawelu.
- 26 lutego:
  - został utworzony Polityczny Komitet Porozumiewawczy.
  - w odwecie za zabicie przez nieznanych sprawców niemieckiego burmistrza Legionowa, hitlerowcy rozstrzelali w Palmirach blisko 190 osób, głównie mieszkańców Legionowa i pobliskich miejscowości.
- 27 lutego – w lesie niedaleko wsi Dąbrowice hitlerowcy zamordowali 35 Polaków, przywiezionych z więzienia sądowego w Koninie.
- 6 marca – Gestapo aresztowało w Toruniu przywódców Polskiej Akcji Niepodległościowej.
- 13–15 marca – akcja T4: hitlerowcy zamordowali około 500 pacjentów obecnego szpitala psychiatrycznego im. J. Babińskiego w Łodzi.
- 22 marca:
  - w niemieckim obozie koncentracyjnym Stutthof rozstrzelano 66 osób, m.in.: Mariana Góreckiego, Bronisława Komorowskiego i Tadeusza Ziółkowskiego.
  - pogrom wielkanocny: w Krakowie i Warszawie rozpoczęła się seria napadów na ludność żydowską, pod hasłem „Niech żyje Polska bez Żydów”.
- 28 marca – w Warszawie został aresztowany przez Gestapo Janusz Kusociński.
- 30 marca – zwycięstwo Oddziału Wydzielonego Wojska Polskiego majora „Hubala” w starciu z Niemcami pod Huciskiem.
- 2 kwietnia – w odwecie za zabicie dwóch żołnierzy niemieckich rozstrzelano w Palmirach około 100 osób (w tym 27 kobiet), przywiezionych z Pawiaka i więzienia mokotowskiego.
- 2–4 kwietnia – akcja T4: hitlerowcy wymordowali 499 pacjentów szpitala psychiatrycznego w Warcie koło Sieradza.
- 3 kwietnia – zamordowano pierwszych polskich jeńców pod Katyniem, później także w Piatichatkach i w Miednoje.
- 4 kwietnia – w pierwszej masowej egzekucji na poligonie w Firleju pod Radomiem zostało rozstrzelanych 145 chłopów.
- 7 kwietnia – Niemcy przeprowadzają pacyfikacje wsi Adamów i Królewiec, mordując 83 osoby.
- 11 kwietnia:
  - Ostatni etap tzw. pacyfikacji „hubalowskich”. Niemcy doszczętnie palą wsie Gałki, Hucisko i Skłoby. Zamordowanych zostaje około 300 Polaków, w tym 265 mężczyzn ze Skłobów.
  - Łódź została przemianowana na Litzmannstadt.
- 14 kwietnia:
  - druga deportacja Polaków z terenów zajętych przez ZSRR.
  - w okolicach Serokomli koło Łukowa oddziały niemieckie, w odwecie za zabicie pięcioosobowej rodziny niemieckiego kolonisty, przeprowadziły obławę, w trakcie której schwytano, a następnie rozstrzelano we wsi Józefów Duży 217 osób.
- 20 kwietnia:
  - powstał Związek Odwetu, organizacja sabotażowo-dywersyjna Związku Walki Zbrojnej.
  - w Krakowie powstał Instytut Prac Niemieckich Na Wschodzie (IDO), mający dokumentować domniemany niemiecki charakter ziem polskich.
- 21 kwietnia – utworzono Komitet Porozumiewawczy Organizacji Niepodległościowych.
- 27 kwietnia – Reichsführer-SS Heinrich Himmler wydał inspektorowi obozów koncentracyjnych Oberführerowi Richardowi Glüecksowi rozkaz założenia w Oświęcimiu obozu koncentracyjnego. W ten sposób rozpoczęła się historia zespołu niemieckich obozów koncentracyjnych, Auschwitz-Birkenau.
- 30 kwietnia – w okolicach Anielina koło wsi Studzianna, w odległości około 20 km od Opoczna, poległ z bronią w ręku major Henryk Dobrzański pseudonim „Hubal”.
- 2 maja – do obozu koncentracyjnego w Sachsenhausen wyjechał pierwszy transport więźniów z Pawiaka.
- 3 maja – hitlerowcy utworzyli getto w Tomaszowie Mazowieckim.
- 13 maja – z Oflagu II B Arnswalde w Choszcznie uciekło kanałami centralnego ogrzewania 22 polskich oficerów. Schwytano 17 z nich, a 5 przedostało się do Warszawy.
- 16 maja – w Krakowie odbyła się kluczowa dla Akcji AB konferencja w sprawie „nadzwyczajnych posunięć koniecznych dla zabezpieczenia spokoju i porządku w Generalnym Gubernatorstwie”.
- 20 maja – do obozu Auschwitz przywieziono pierwszych więźniów – 30 niemieckich kryminalistów.
- 25 maja:
  - Jan Skorobohaty-Jakubowski został tymczasowo Delegatem Rządu na Kraj.
  - w Wojsławicach w województwie lubelskim oddział SS rozstrzelał 12 Polaków, a 100 zostało wywiezionych do Niemiec.
- 30 maja – 51 mieszkańców Rudna (powiat parczewski) zostało rozstrzelanych przez Niemców.
- 31 maja:
  - pomnik Fryderyka Chopina w Warszawie został wysadzony w powietrze przez niemieckich okupantów.
  - premiera filmu komediowego Sportowiec mimo woli w reżyserii Mieczysława Krawicza i Aleksandra Suchcickiego.
- 12 czerwca – na Stadionie Leśnym w Kielcach Niemcy rozstrzelali 63 Polaków z miejscowego więzienia.
- 14 czerwca – do obozu koncentracyjnego Auschwitz dotarł z Tarnowa pierwszy masowy transport 728 mężczyzn, w większości polskich więźniów politycznych.
- 15 czerwca – Niemcy utworzyli getto żydowskie w Kutnie.
- 20–21 czerwca – miała miejsce największa i najgłośniejsza ze wszystkich egzekucji przeprowadzonych w Palmirach. W ramach Akcji AB, trzema transportami wywieziono na śmierć 358 więźniów Pawiaka, w tym wielu przedstawicieli polskiej elity politycznej, intelektualnej, sportowej i kulturalnej.
- 27 czerwca – Akcja AB: w lesie koło wsi Lubzina pod Ropczycami Niemcy rozstrzelali dużą grupę więźniów politycznych przywiezionych z więzienia na zamku w Rzeszowie (źródła podają liczbę 83 lub 104 osób). Wśród ofiar było m.in. 42 członków podziemnych organizacji młodzieżowych.
- 28 czerwca – w lesie pod wsią Olsztyn koło Częstochowy Niemcy rozstrzelali 14 polskich więźniów politycznych.
- 29 czerwca:
  - w ramach Akcji AB Niemcy rozstrzelali 760 Polaków w lesie Brzask niedaleko Skarżyska-Kamiennej.
  - Akcja AB: rozpoczęły się masowe egzekucje w Rurach Jezuickich pod Lublinem.
- 5 lipca – Akcja AB: na zboczach góry Gruszka pod Tarnawą Dolną funkcjonariusze niemieckiej policji porządkowej dokonali masowej egzekucji 112 polskich więźniów z Sanoka.
- 15 sierpnia:
  - do obozu Auschwitz przywieziono pierwszy transport więźniów z Warszawy. Było w nim 513 więźniów z Pawiaka oraz 1153 schwytanych w łapankach ulicznych.
  - ukazało się pierwsze wydanie „Biuletynu Żołnierskiego”.
- 17 sierpnia – zniszczenie przez hitlerowców pomnika Adama Mickiewicza w Krakowie.
- 1 września – zostało utworzone getto dla ludności żydowskiej na terenie wsi Nowiny Brdowskie i Bugaj.
- 19 września – Witold Pilecki pozwolił się aresztować Niemcom w łapance ulicznej, by dostać się w celach wywiadowczych do KL Auschwitz.
- 22 września – do KL Auschwitz przywieziono więźniów z tzw. drugiego transportu warszawskiego.
- 2 października – w Warszawie Niemcy utworzyli getto żydowskie.
- 16 października – oficjalnie utworzono warszawskie getto.
- 16 listopada – Niemcy zamknęli granice warszawskiego getta.
- 22 listopada – w obozie Auschwitz odbyła się pierwsza egzekucja przez rozstrzelanie, zabito 40 Polaków.
- 3 grudnia – Cyryl Ratajski został wybrany delegatem rządu emigracyjnego na kraj.
- 15 grudnia – Niemcy utworzyli getto w Tomaszowie Mazowieckim.
- 31 grudnia – premiera filmu Żołnierz królowej Madagaskaru.

## Pozostałe wydarzenia na świecie
- 4 stycznia – w Paryżu podpisano polsko-francuski układ wojskowy o odtworzeniu we Francji Polskich Sił Zbrojnych. Podpisali go premierzy obu krajów – gen. Władysław Sikorski oraz Édouard Daladier.
- 6 stycznia – Wojna zimowa: fiński pilot myśliwski Jorma Sarvanto zestrzelił podczas jednego lotu bojowego 6 radzieckich bombowców.
- 7 stycznia – wojna radziecko-fińska: zdecydowanym zwycięstwem Finów zakończyła się bitwa na drodze Raate.
- 8 stycznia:
  - w Bell Labs w USA zbudowano maszynę liczącą Complex Number Calculator.
  - wojna radziecko-fińska: zwycięstwo wojsk fińskich w bitwie pod Suomussalmi.
  - wprowadzono racjonowanie żywności w Wielkiej Brytanii.
- 11 stycznia – w Leningradzie odbyła się premiera baletu Romeo i Julia z muzyką Siergieja Prokofjewa.
- 13 stycznia:
  - ogłoszono powszechną mobilizację w Belgii.
  - dokonano oblotu radzieckiego myśliwca Jak-1.
- 16 stycznia – Mitsumasa Yonai został premierem Japonii.
- 21 stycznia – wojna radziecko-fińska: lotnictwo radzieckie zbombardowało Oulu.
- 23 stycznia – w czasie największej w historii Atlanty burzy śnieżnej spadło 25 cm śniegu.
- 24 stycznia:
  - marszałek III Rzeszy Hermann Göring powierzył Reinhardowi Heydrichowi „rozwiązanie problemu żydowskiego za pomocą ewakuacji bądź przymusowej emigracji”.
  - premiera filmu Grona gniewu.
- 29 stycznia – w zderzeniu trzech pociągów w japońskiej Osace zginęło 181 osób.
- 2 lutego – w Indianapolis odbył się debiutancki występ Franka Sinatry z orkiestrą Tommy’ego Dorseya.
- 4 lutego – po tajnym procesie został rozstrzelany były ludowy komisarz bezpieczeństwa ZSRR Nikołaj Jeżow.
- 7 lutego – premiera filmu animowanego Pinokio.
- 11 lutego:
  - wojna radziecko-fińska: rozpoczęły się walki radziecko-fińskie na linii Mannerheima.
  - została podpisana radziecko-niemiecka umowa handlowa.
- 12 lutego – zniesiono karę śmierci na Islandii.
- 16 lutego – u wybrzeży Norwegii załoga brytyjskiego niszczyciela HMS „Cossack” dokonała abordażu na niemiecki okręt „Altmark”, uwalniając 299 brytyjskich jeńców.
- 21 lutego – powstała amerykańska telewizyjna sieć informacyjna NBC News.
- 22 lutego:
  - intronizacja XIV Dalajlamy.
  - bitwa o Atlantyk: podczas operacji przeciw brytyjskiemu rybołówstwu na Morzu Północnym został omyłkowo zbombardowany przez własny bombowiec niemiecki niszczyciel Z1 „Leberecht Maass”, w wyniku czego zatonął. Zginęło 282 członków załogi, uratowano 60, z których jeden zmarł.
- 23 lutego – na Morzu Północnym brytyjski niszczyciel HMS „Gurkha” zatopił niemiecki okręt podwodny U-53; zginęło 42 członków załogi.
- 27 lutego:
  - odkryto izotop promieniotwórczy węgiel-14.
  - amerykański lotnik Richard Byrd odkrył Wyspę Thurstona na Antarktydzie.
- 29 lutego:
  - wojna zimowa: Finlandia wystąpiła do ZSRR z propozycją rozpoczęcia rozmów pokojowych.
  - odbyła się 12. ceremonia wręczenia Oscarów; Hattie McDaniel jako pierwsza czarnoskóra aktorka otrzymała Oscara za rolę Mammy w Przeminęło z wiatrem; sam film nagrodzono ogółem ośmioma statuetkami.
- 1 marca – Adolf Hitler wydał rozporządzenie w sprawie przygotowania inwazji na Norwegię.
- 5 marca – Biuro Polityczne KC WKP(b) podjęło decyzję o wymordowaniu ok. 25 tysięcy polskich jeńców wojennych.
- 6 marca – wojna radziecko-fińska: najskuteczniejszy w historii wojen fiński snajper Simo Häyhä, który zastrzelił ponad 705 żołnierzy radzieckich, został ciężko ranny w wyniku postrzału w twarz.
- 8 marca – dekrety polskie: w Niemczech wprowadzono obowiązek noszenia oznaczenia „P” przez polskich robotników przymusowych.
- 11 marca – brytyjski bombowiec Bristol Blenheim zatopił na Morzu Północnym odbywający próbny rejs niemiecki okręt podwodny U-31. Zginęła cała 48-osobowa załoga i 10 cywilnych specjalistów.
- 12 marca – w Moskwie podpisano traktat pokojowy kończący wojnę zimową pomiędzy ZSRR a Finlandią.
- 13 marca – został odkryty obiekt Mayalla; para zderzających się galaktyk w gwiazdozbiorze Wielkiej Niedźwiedzicy.
- 21 marca – Paul Reynaud został premierem Francji.
- 22 marca – w obozie koncentracyjnym Stutthof rozstrzelano 66 osób, m.in.: Mariana Góreckiego, Bronisława Komorowskiego i Tadeusza Ziółkowskiego.
- 27 marca – na wodach cieśniny Skagerrak zaginął niemiecki okręt podwodny U-22 wraz z 27-osobową załogą.
- 30 marca – Japończycy ustanowili w Nankinie marionetkowy chiński rząd Wang Jingweia.
- 31 marca:
  - powstała Karelo-Fińska Socjalistyczna Republika Radziecka, szesnasty członek Związku Socjalistycznych Republik Radzieckich.
  - Raszid Ali al-Kilani został po raz drugi premierem Iraku.
- 3 kwietnia:
  - rozpoczęto masowe egzekucje polskich jeńców wojennych w obozach sowieckich w Kozielsku, Ostaszkowie i Starobielsku.
  - w Michigan założono Park Narodowy Isle Royale.
- 4 kwietnia – zbrodnia katyńska: rozpoczęła się likwidacja obozu jenieckiego w Ostaszkowie.
- 5 kwietnia – zbrodnia katyńska: rozpoczęła się likwidacja obozu jenieckiego w Starobielsku na Ukrainie.
- 6 kwietnia – niemiecki okręt podwodny U-50 zatonął wraz z 44-osobową załogą po wejściu na brytyjską minę u wybrzeży Norwegii.
- 8 kwietnia:
  - Niemieckie Naczelne Dowództwo Sił Zbrojnych, na mocy decyzji Adolfa Hitlera, wydało rozporządzenie nakazujące zdymisjonowanie wszystkich półkrwi Żydów, oraz żołnierzy ożenionych z Żydówkami i półkrwi Żydówkami.
  - u wybrzeży Norwegii okręt podwodny ORP „Orzeł” zatopił niemiecki statek z transportem wojska MS „Rio de Janeiro”; zginęło około 200 osób, około 180 zostało uratowanych.
- 9 kwietnia – kampania norweska: napaść Niemiec na Danię i Norwegię (operacja Weserübung).
- 10 kwietnia:
  - Islandia zerwała unię z Danią po zajęciu jej przez Niemców.
  - kampania norweska: taktyczne zwycięstwo floty brytyjskiej w I bitwie morskiej pod Narwikiem.
- 13 kwietnia – kampania norweska: zwycięstwo Brytyjczyków w II bitwie morskiej pod Narwikiem.
- 14 kwietnia – kampania norweska: pod Narwikiem wylądowały brytyjsko-francusko-polskie siły ekspedycyjne.
- 22 kwietnia – zbrodnia katyńska: zginęła podporucznik pilot Janina Lewandowska, jedyna kobieta – ofiara zbrodni katyńskiej, pilot szybowcowy i samolotowy, córka generała Dowbor-Muśnickiego.
- 23 kwietnia – 198 osób zginęło w pożarze sali tanecznej w Natchez (Missisipi).
- 27 kwietnia:
  - Heinrich Himmler wydał rozkaz utworzenia obozu koncentracyjnego w Oświęcimiu.
  - w brazylijskim São Paulo otwarto Estádio do Pacaembu.
- 28 kwietnia:
  - kampania norweska: podczas niemieckiego nalotu na Molde król Haakon VII i jego syn, następca tronu książę Olaf demonstracyjnie przeczekali bombardowanie na otwartym terenie pod brzozą, która nazwana później królewską stała się symbolem norweskiego oporu przeciwko agresji niemieckiej.
  - w Seattle uruchomiono komunikację trolejbusową.
  - Atlético Madryt zdobył swój pierwszy tytuł piłkarskiego mistrza Hiszpanii.
- 30 kwietnia – kampania norweska: kapitulacja armii norweskiej w południowej części kraju.
- 1 maja – odwołano XII Letnie Igrzyska Olimpijskie w Helsinkach.
- 2 maja – papież Pius XII kanonizował Gemmę Galgani.
- 3 maja – polska załoga przejęła brytyjski niszczyciel ORP „Garland”.
- 4 maja – kampania norweska: pod Narwikiem niemieckie samoloty zatopiły niszczyciel ORP „Grom”; zginęło 59 członków załogi.
- 6 maja – John Steinbeck otrzymał Nagrodę Pulitzera za powieść Grona gniewu.
- 7 maja – zawarto konkordat między Portugalią a Stolicą Apostolską.
- 8 maja – kampania norweska: w porcie Harstad wylądowała polska Samodzielna Brygada Strzelców Podhalańskich pod dowództwem gen. Zygmunta Bohusza-Szyszko, która wzięła udział w bitwie o Narwik.
- 10 maja:
  - napaść Niemiec na Francję, Belgię, Holandię i Luksemburg.
  - Winston Churchill zastąpił Neville’a Chamberleina na stanowisku premiera Wielkiej Brytanii.
  - Brytyjczycy wylądowali na Islandii, gdzie założyli swoją bazę.
- 11 maja – kampania belgijska: zwycięstwo Niemców w bitwie o Fort Eben-Emael.
- 12 maja – front zachodni: rozpoczęła się bitwa o Afsluitdijk.
- 13 maja:
  - front zachodni: wojska niemieckie przerwały francuskie linie obronne na Mozie.
  - nowy brytyjski premier Winston Churchill oznajmił w inauguracyjnym przemówieniu przed Izbą Gmin, że może obiecać jedynie krew, pot i łzy.
- 14 maja:
  - po zbombardowaniu Rotterdamu przez Luftwaffe skapitulowała Holandia.
  - w Norwegii został zbombardowany przez niemieckie lotnictwo statek pasażerski MS „Chrobry”.
  - zakończyła się bitwa o Afsluitdijk.
- 15 maja:
  - kampania norweska: zbombardowany poprzedniego dnia statek pasażerski MS „Chrobry” został dobity torpedą zrzuconą przez samolot brytyjski i zatonął.
  - w San Bernardino w Kalifornii bracia Dick i Mac McDonaldowie założyli firmę McDonald’s.
- 17 maja – kampania belgijska: wojska niemieckie zajęły Brukselę.
- 19 maja – Niemcy osiągnęli brzeg kanału La Manche i odcięli główne siły sprzymierzonych we Flandrii.
- 23 maja – polski okręt podwodny ORP Orzeł wyszedł w swój ostatni patrol na Morze Północne, w trakcie którego, z niewyjaśnionych do dziś przyczyn, zaginął bez śladu.
- 25 maja – w Anglii miało miejsce jedno z najważniejszych wydarzeń w historii medycyny. Osiem myszy zarażono śmiertelną dawką paciorkowca, a następnie połowie z nich wstrzyknięto penicylinę, co uratowało im życie. W ten sposób zaczął się triumfalny pochód antybiotyków.
- 26 maja – rozpoczęła się ewakuacja brytyjskiego korpusu ekspedycyjnego z północnej Francji.
- 27 maja – kampania francuska: w wiosce Le Paradis w departamencie Pas-de-Calais żołnierze 3. dywizji pancernej SS „Totenkopf” zamordowali 97 brytyjskich jeńców wojennych.
- 28 maja:
  - front zachodni: kapitulacja armii belgijskiej.
  - kampania norweska: zdobycie Narwiku przez wojska alianckie.
  - bitwa o Atlantyk: u wybrzeży Portugalii niemiecki okręt podwodny U-37 zatopił francuski statek pasażerski „Brazza”; zginęło 379 spośród 576 osób na pokładzie.
- 29 maja – dokonano oblotu amerykańskiego myśliwca Vought F4U Corsair.
- 3 czerwca – kampania francuska: Paryż został zbombardowany przez Luftwaffe.
- 4 czerwca – kampania francuska: zakończyła się ewakuacja brytyjskiego korpusu ekspedycyjnego z Dunkierki.
- 5 czerwca – kampania francuska: rozpoczęła się druga faza niemieckiego podboju Francji pod kryptonimem „Fall Rot”.
- 8 czerwca:
  - bitwa o Atlantyk: okręt podwodny ORP „Orzeł” nie powrócił planowo do brytyjskiego portu i 11 czerwca został uznany za utracony.
  - kampania norweska: ostatni żołnierze alianccy ewakuowali się z Narwiku. W trakcie ewakuacji został zatopiony przez Niemców lotniskowiec HMS „Glorious” oraz eskortujące go niszczyciele HMS „Ardent” i HMS „Acasta”, w wyniku czego zginęło 1519 osób na ich pokładach.
- 9 czerwca – zwodowano włoski pancernik „Roma”.
- 10 czerwca:
  - skapitulowała Norwegia.
  - Włochy wypowiedziały wojnę Francji i Wielkiej Brytanii.
- 11 czerwca:
  - kampania śródziemnomorska: Włosi zbombardowali Maltę.
  - Okręt podwodny ORP „Orzeł” został oficjalnie uznany za stracony.
- 14 czerwca:
  - kampania francuska: Niemcy wkroczyli do Paryża.
  - ZSRR wystosował ultimatum do rządu litewskiego, domagając się jego ustąpienia i zgody na wejście Armii Czerwonej na teren Litwy.
- 16 czerwca:
  - utworzono komunistyczny rząd na Litwie.
  - marszałek Philippe Pétain został ostatnim premierem francuskiej III Republiki.
- 17 czerwca:
  - Armia Czerwona zaatakowała Litwę, Łotwę i Estonię.
  - operacja „Ariel”: w czasie ewakuacji brytyjskich wojsk z Dunkierki kilka tysięcy osób zginęło w wyniku zatopienia brytyjskiego statku pasażerskiego RMS „Lancastria” przez niemieckie nurkowce Junkers Ju 88.
- 18 czerwca:
  - Charles de Gaulle wygłosił na antenie radia BBC przemówienie do narodu francuskiego, wzywające do walki z niemieckim okupantem.
  - kampania francuska: w wyniku niemieckiego bombardowania stacji kolejowej w Thouars zginęło i zmarło z ran 36 polskich żołnierzy, w tym 28 oficerów.
  - kampania francuska: zwycięstwem Niemców zakończyła się bitwa pod Legarde, w której udział wzięła 1. Dywizja Grenadierów gen. Bronisława Ducha.
  - II wojna światowa w Afryce: armia włoska rozpoczęła inwazję na Somali Francuskie.
- 22 czerwca – Francja skapitulowała przed III Rzeszą; generał armii Charles Huntziger w imieniu marszałka Petaina podpisał traktat rozejmowy w Compiègne.
- 23 czerwca – Adolf Hitler przybył do zdobytego Paryża.
- 24 czerwca – włoski okręt podwodny „Luigi Galvani” został zatopiony w Zatoce Omańskiej przez brytyjski slup HMS „Falmouth”. Zginęło 25 członków załogi, a 31 (w tym kapitan) zostało uratowanych przez Brytyjczyków.
- 24/25 czerwca – w nocy brytyjscy komandosi dokonali rajdu na wybrzeże w okolicach Boulogne w okupowanej przez Niemców Francji.
- 26 czerwca:
  - ZSRR wystosował ultimatum wobec Rumunii z żądaniem oddania Besarabii i północnej Bukowiny.
  - w ZSRR zniesiono kalendarz radziecki.
- 28 czerwca:
  - Rumunia wypełniła radzieckie ultimatum i scedowała Besarabię na rzecz ZSRR.
  - rząd brytyjski uznał Charles’a de Gaulle’a za przywódcę wszystkich wolnych Francuzów.
  - namiestnik włoskiej Libii marszałek Italo Balbo zginął w wyniku omyłkowego zestrzelenia jego samolotu przez własną obronę przeciwlotniczą.
- 10 lipca:
  - formalny koniec III Republiki Francuskiej i powstanie Państwa Vichy. Francuskie Zgromadzenie Narodowe nadało nadzwyczajne uprawnienia marszałkowi Pétainowi, został on szefem państwa i skupił zarówno władzę ustawodawczą, jak i wykonawczą, a także sprawował kontrolę nad siłami zbrojnymi.
  - rozpoczęła się bitwa o Anglię, kampania powietrzna toczona między niemieckim lotnictwem Luftwaffe a brytyjskim RAF w czasie II wojny światowej.
- 12 lipca – w Londynie ukazał się pierwszy numer pisma polskiego rządu na emigracji „Dziennik Polski”.
- 14 lipca – w Estonii, Łotwie i na Litwie odbyły się wybory do proradzieckich parlamentów.
- 20 lipca – Dania wystąpiła z Ligi Narodów.
- 27 lipca – odbyła się premiera filmu animowanego A Wild Hare; debiut ekranowy Królika Bugsa.
- Sierpień – Rumunia oddała Węgrom środkową część państwa (Siedmiogród) wraz z miastem Kluż.
- 1 sierpnia – japoński minister spraw zagranicznych Yōsuke Matsuoka ogłosił plan utworzenia Strefy Wspólnego Dobrobytu Wielkiej Azji Wschodniej.
- 2 sierpnia:
  - sformowano Dywizjon 303 w angielskiej bazie RAF Northolt.
  - do obozu koncentracyjnego Groß-Rosen przybył pierwszy transport więźniów.
  - została utworzona Mołdawska Socjalistyczna Republika Radziecka.
- 3 sierpnia – aneksja państw nadbałtyckich – Litwy, Łotwy, i Estonii – przez ZSRR.
- 5 sierpnia – podpisano brytyjsko-polską umowę wojskową.
- 20 sierpnia – na rozkaz Stalina agenci NKWD dokonali udanego zamachu na Lwa Trockiego.
- 24 sierpnia – bitwa o Anglię: Antoni Głowacki, jako jedyny polski pilot, zestrzelił w ciągu jednego dnia 5 niemieckich samolotów.
- 30 sierpnia – odbył się drugi arbitraż wiedeński.
- 2 września – USA i Wielka Brytania zawarły porozumienie niszczyciele za bazy.
- 4 września – Ion Antonescu został premierem Rumunii.
- 6 września – król Karol II Rumuński abdykował na rzecz swego syna Michała.
- 7 września:
  - bitwa o Anglię: Luftwaffe rozpoczęło bombardowanie Londynu.
  - na mocy rumuńsko-bułgarskiego układu w Krajowie południowa Dobrudża została przyłączona do Bułgarii.
- 9 września – włoskie lotnictwo zbombardowało Tel Awiw, zabijając 130 osób.
- 12 września – odkryto paleolityczne malowidła naskalne w Lascaux we Francji.
- 16 września – Stany Zjednoczone wprowadziły obowiązek powszechnej służby wojskowej.
- 17 września – Adolf Hitler odwołał inwazję na Wielką Brytanię.
- 24 września – do niemieckich kin wszedł antysemicki film propagandowy Żyd Süss w reżyserii Veita Harlana.
- 27 września – podpisanie przez Niemcy, Włochy i Japonię paktu trzech.
- 1 października – Albert Einstein został zaprzysiężony jako obywatel USA.
- 4 października – na granicznej Przełęczy Brenner w Alpach spotkali się Adolf Hitler i Benito Mussolini.
- 15 października – miała miejsce premiera filmu Charliego Chaplina Dyktator.
- 23 października – Francisco Franco i Adolf Hitler spotkali się na granicy francusko-hiszpańskiej w Hendaye.
- 26 października – dokonano oblotu amerykańskiego myśliwca P-51 Mustang.
- 28 października – rozpoczęła się wojna włosko-grecka.
- 30 października – ukazało się ostatnie wydanie polonijnego tygodnika Gazeta Katolicka w Kanadzie.
- 31 października – powietrzna bitwa o Anglię zakończona niepowodzeniem Luftwaffe.
- 5 listopada – Franklin Delano Roosevelt po raz trzeci wygrał wybory prezydenckie w USA.
- 6 listopada – ukazało się pierwsze wydanie tygodnika Gazeta Polska w Kanadzie.
- 7 listopada – wskutek sztormu zawalił się most w Tacomie.
- 8 listopada – premiera filmu Znak Zorro.
- 10 listopada – około 1000 osób zginęło w trzęsieniu ziemi w Rumunii.
- 13 listopada – premiera pierwszego stereofonicznego filmu animowanego Fantazja.
- 19 listopada – Adolf Hitler przyjął w swej alpejskiej rezydencji króla Belgów Leopolda III.
- 20 listopada – podpisanie paktu trzech przez Węgry.
- 23 listopada – podpisanie paktu trzech przez Rumunię.
- 24 listopada – podpisanie paktu trzech przez Słowację.
- 25 listopada:
  - dokonano oblotu brytyjskiego samolotu wielozadaniowego de Havilland Mosquito.
  - na Litwie, Łotwie i w Estonii wszedł do obiegu rubel radziecki.
  - w Porcie Hajfa brytyjskie okręty wojenne ostrzelały francuski statek „Patria” ze 1800 nielegalnymi żydowskimi imigrantami. Zginęło 260 osób, a 172 zostały ranne.
- 27 listopada – faszystowska rumuńska Żelazna Gwardia dokonała egzekucji 64 członków rządu byłego króla Karola II.
- 9 grudnia – Chiny wypowiedziały wojnę Japonii, Niemcom i Włochom.
- 13 grudnia – Marcel Déat założył w Paryżu kolaboracyjne, faszystowskie Zgromadzenie Narodowo-Ludowe (RNP).
- 15 grudnia – marszałek Edward Śmigły-Rydz zbiegł z rumuńskiego miejsca internowania w Dragoslavele i udał się na Węgry.
- 18 grudnia – Adolf Hitler zatwierdził plan ataku na ZSRR („Plan Barbarossa”).
- 19 grudnia – Risto Ryti został prezydentem Finlandii.
- 21 grudnia – pistolet maszynowy PPSz wszedł do uzbrojenia Armii Czerwonej.

## Urodzili się
- 1 stycznia:
  - Bernd Barleben, niemiecki kolarz, srebrny medalista olimpijski
  - Joanna Jędryka, polska aktorka
  - Agnieszka Kowalewska, polska historyk, muzeolog (zm. 2019)
  - Bohdan Likszo, polski koszykarz, reprezentant Polski, wicemistrz Europy, uczestnik Igrzysk Olimpijskich (zm. 1993)
  - Janina Natusiewicz-Mirer, polska działaczka społeczna (zm. 2010)
  - Anna Prucnal, polska aktorka i piosenkarka
  - László Sáry, węgierski kompozytor i pianista
- 2 stycznia:
  - Henryka Kwiatkowska, polska pedagog (zm. 2024)
  - Wiesław Langiewicz, polski koszykarz
  - Adam Lityński, polski prawnik
  - Zbigniew Romaszewski, polski polityk (zm. 2014)
  - Edward Samsel, polski duchowny katolicki, biskup łomżyński i ełcki (zm. 2003)
  - Tomasz Szarota, polski historyk i publicysta
  - S.R. Srinivasa Varadhan, amerykański matematyk
- 3 stycznia:
  - Bogumił Grott, polski historyk, politolog, religioznawca
  - Andrzej Mrożewski, polski aktor
  - Alberto Rendo, argentyński piłkarz
  - Thelma Schoonmaker, amerykańska montażystka filmowa
- 4 stycznia:
  - Arimantas Dumčius, litewski kardiolog, wykładowca akademicki, polityk
  - Gao Xingjian, chiński pisarz, laureat Nagrody Nobla
  - Helmut Jahn, amerykański architekt pochodzenia niemieckiego (zm. 2021)
  - Stanisław Marek Jaśkiewicz, polski urzędnik państwowy (zm. 2024)
  - Brian David Josephson, walijski fizyk, laureat Nagrody Nobla
  - Jiří Kratochvil, czeski dramaturg, prozaik, eseista
  - Antoni Krauze, polski reżyser i scenarzysta filmowy (zm. 2018)
  - Józef Stanisław Orczyk, polski ekonomista
  - Léon Semmeling, belgijski piłkarz (zm. 2024)
- 5 stycznia:
  - Veikko Kankkonen, fiński skoczek narciarski
  - Dżumber Patiaszwili, gruziński polityk komunistyczny
  - Enrique Rocha, meksykański aktor (zm. 2021)
- 6 stycznia:
  - Chung Shin-cho, południowokoreański bokser
  - Alicja Wołodźko-Butkiewicz, polska tłumaczka, profesor nauk humanistycznych (zm. 2022)
  - Ed Zschau, amerykański polityk
- 7 stycznia:
  - Jan Maciej Dyduch, polski ksiądz katolicki (zm. 2018)
  - Anton Norris, barbadoski lekkoatleta
- 8 stycznia:
  - Julian Dybiec, polski historyk
  - Piotr Ferensowicz, polski muzyk, chórzysta, dyrygent
- 9 stycznia:
  - Ruth Dreifuss, szwajcarska polityk
  - Sławomir Tabkowski, polski dziennikarz, wydawca, socjolog, wykładowca akademicki
- 10 stycznia:
  - Zenon Bryk, polski generał
  - Jan Pieszczachowicz, polski krytyk literacki i publicysta
  - Maciej Rayzacher, polski aktor
- 11 stycznia:
  - Franco Balmamion, włoski kolarz szosowy
  - Geraldo Antônio Martins, brazylijski piłkarz (zm. 2018)
  - Jozef Štibrányi, słowacki piłkarz
  - Andres Tarand, estoński polityk, premier Estonii
- 12 stycznia:
  - Matthias Habich, niemiecki aktor
  - Bob Hewitt, południowoafrykański tenisista
  - Masamitsu Ichiguchi, japoński zapaśnik
  - Ronald Shannon Jackson, amerykański perkusista jazzowy (zm. 2013)
  - Zbigniew Jaworski, polski polityk, minister transportu i gospodarki morskiej
  - Magdalena Sokołowska, polska aktorka
- 13 stycznia:
  - Diego Causero, włoski duchowny katolicki, arcybiskup, nuncjusz apostolski
  - Konstandinos Kliromonos, grecki przedsiębiorca, prawnik, polityk, eurodeputowany
  - Elisabeth Sickl, austriacka nauczycielka, działaczka samorządowa, polityk
  - Wasyl Tacij, ukraiński prawnik
  - Edmund White, amerykański prozaik, dramaturg, krytyk literacki (zm. 2025)
- 14 stycznia:
  - Wojciech Dziembowski, polski astronom (zm. 2025)
  - Paulinho Ferreira, brazylijski piłkarz
  - Agazio Loiero, włoski polityk
  - Trevor Nunn, brytyjski reżyser teatralny, filmowy i telewizyjny
- 15 stycznia:
  - Vladimír Filo, słowacki duchowny katolicki, biskup rożnawski (zm. 2015)
  - Paweł Nowisz, polski aktor (zm. 2021)
  - Andrzej Staruszkiewicz, polski fizyk, wykładowca akademicki
  - Krzysztof Śliwiński, polski działacz katolicki (zm. 2021)
- 16 stycznia:
  - Teodoro Bacani, filipiński duchowny katolicki, biskup Novaliches
  - Klemens Kamiński, polski organista, dyrygent, kompozytor (zm. 2012)
  - Hans Leutenegger, szwajcarski bobsleista
  - Franz Müntefering, niemiecki polityk
  - William Studeman, amerykański admirał
  - Zsuzsa Szabó, węgierska lekkoatletka, biegaczka średniodystansowa
- 17 stycznia:
  - Mircea Snegur, polityk mołdawski (zm. 2023)
  - Kipchoge Keino, kenijski lekkoatleta
  - Tabaré Vázquez, urugwajski polityk (zm. 2020)
- 18 stycznia:
  - Eryka Mondry, polska gimnastyczka
  - Philipp Pöllitzer, austriacki duchowny katolicki, biskup Keetmanshoop w Namibii
  - Iva Zanicchi, włoska piosenkarka i eurodeputowana
- 19 stycznia – Bernhard Sinkel, niemiecki reżyser i scenarzysta
- 20 stycznia:
  - Jana Brejchová, czeska aktorka
  - Dionizy Garbacz, polski dziennikarz, publicysta, wydawca
  - Carol Heiss, amerykańska łyżwiarka figurowa
- 21 stycznia
  - Jack Nicklaus, amerykański golfista
  - Paweł Taranczewski, polski malarz i filozof
- 22 stycznia:
  - John Hurt, angielski aktor (zm. 2017)
  - Tadeusz Kwiatkowski-Cugow, polski poeta, prozaik, eseista i satyryk (zm. 2008)
  - Gillian Shephard, brytyjska polityk
  - Eberhard Weber, niemiecki kontrabasista i kompozytor
- 23 stycznia:
  - Jimmy Castor, amerykański kompozytor muzyki rozrywkowej (zm. 2012)
  - Yves Patenôtre, francuski duchowny katolicki, arcybiskup Sens
  - Jacek Wiesiołowski, polski historyk (zm. 2016)
- 24 stycznia – Joachim Gauck, prezydent Niemiec, duchowny luterański
- 25 stycznia
  - Philip Boyce, irlandzki duchowny katolicki, biskup Raphoe, administrator apostolski Dromore
  - Wolfgang Paul, niemiecki piłkarz
  - Jürgen Sundermann, niemiecki piłkarz, trener (zm. 2022)
- 26 stycznia:
  - Edward Chudziński, polski historyk literatury
  - Giovanni Dettori, włoski duchowny katolicki, biskup Ales-Terralba
  - Séamus Hegarty, irlandzki duchowny katolicki (zm. 2019)
  - Jolanta Krogulska, polska brydżystka
  - Eugeniusz Kus, polski dyrygent
  - Claude Schockert, francuski duchowny katolicki, biskup Belfort-Montbéliard
- 27 stycznia:
  - James Cromwell, amerykański aktor
  - Hugh Porter, brytyjski kolarz
- 28 stycznia:
  - William Cohen, amerykański polityk, senator ze stanu Maine
  - Carlos Slim Helú, meksykański przedsiębiorca
- 29 stycznia:
  - Antoni Bisaga, polski rzeźbiarz
  - Magdalena Borsuk-Białynicka, polska paleontolog
  - Janusz Majewski, polski szermierz
  - Katharine Ross, amerykańska aktorka i scenarzystka
- 30 stycznia:
  - František Čermák, czeski językoznawca
  - Miguel Ángel Martínez Martínez, hiszpański polityk
- 31 stycznia:
  - Kyriakos Charalambides (gr. Κυριάκος Χαραλαμπίδης), grecki poeta pochodzenia cypryjskiego
  - Luiz Demétrio Valentini, brazylijski duchowny katolicki, biskup Jales
- 1 lutego:
  - Anna Bujakiewicz, polska uczona, profesor, mykolog
  - Henryk Giżycki, polski aktor teatralny i filmowy (zm. 1998)
  - Włodzimierz (Ikim), rosyjski duchowny prawosławny
  - Wojciech Wiliński, polski aktor
- 2 lutego:
  - Jan Jaromir Aleksiun, polski grafik, malarz
  - Evangelista Alcimar Caldas Magalhães, brazylijski duchowny katolicki, prałat terytorialny i biskup Alto Solimões (zm. 2021)
  - Chips Keswick, brytyjski biznesmen (zm. 2024)
- 3 lutego:
  - Gerard Czaja, polski działacz spółdzielczy, polityk, senator RP (zm. 2021)
  - Milan Lasica, słowacki aktor, dramaturg, komik i piosenkarz (zm. 2021)
- 4 lutego:
  - Carla Barbarella, włoska politolog, polityk, eurodeputowana
  - George Romero, amerykański reżyser i scenarzysta filmowy pochodzenia hiszpańskiego (zm. 2017)
  - John Schuck, amerykański aktor
  - Annemarie Waser, szwajcarska narciarka alpejska
- 5 lutego:
  - Hans Rudolf Giger, szwajcarski malarz (zm. 2014)
  - Roland Mitoraj, francuski piłkarz polskiego pochodzenia
  - Maciej Zieliński, polski prawnik (zm. 2020)
- 6 lutego:
  - Tom Brokaw, amerykański dziennikarz, prezenter telewizyjny
  - Katarína Tóthová, słowacka prawnik, polityk
- 7 lutego:
  - Jean-Charles Descubes francuski duchowny katolicki, arcybiskup Rouen, prymas Normandii
  - Toshihide Masukawa, japoński fizyk teoretyczny, laureat Nagrody Nobla (zm. 2021)
  - Jan Okrój, polski judoka, trener
  - Agostino Superbo, włoski duchowny katolicki, arcybiskup Potenzy
  - Tony Tan Keng Yam, singapurski matematyk i polityk
- 8 lutego:
  - Averil Cameron, brytyjska historyk, bizantynolog
  - Richard Lindzen, amerykański fizyk atmosfery
  - Bohdan Paczyński, polski astronom, astrofizyk (zm. 2007)
- 9 lutego:
  - Luigi Bressan, włoski duchowny katolicki, arcybiskup Trydentu
  - John Maxwell Coetzee, pisarz południowoafrykański, laureat Nagrody Nobla
  - David Webb Peoples, amerykański scenarzysta, montażysta i reżyser
- 10 lutego:
  - Tadeusz Ferenc, polski polityk, samorządowiec, poseł na Sejm RP, prezydent Rzeszowa (zm. 2022)
  - Volkert Merl, niemiecki kierowca wyścigowy
  - Tadeusz Piotrowski, amerykański historyk, socjolog pochodzenia polskiego
  - Mary Rand, brytyjska lekkoatletka
- 11 lutego:
  - Maria Gmytrasiewicz, polska ekonomistka
  - Calvin Fowler, amerykański koszykarz (zm. 2013)
- 12 lutego – Hank Brown, amerykański polityk, senator ze stanu Kolorado
- 13 lutego:
  - Giuseppe Cavallotto, włoski duchowny katolicki, biskup Cuneo i Fossano (zm. 2025)
  - André Dupuy, francuski katolicki, arcybiskup, nuncjusz apostolski
  - Berwyn Jones, brytyjski lekkoatleta, sprinter, rugbysta (zm. 2007)
  - Bram Peper, holenderski socjolog, polityk, samorządowiec (zm. 2022)
- 14 lutego – Lech Ciupa, polski polityk (zm. 2024)
- 15 lutego – Lokendra Bahadur Chand, nepalski polityk, premier Nepalu
- 16 lutego:
  - Vincent Cadieux, kanadyjski duchowny katolicki
  - Roberto Innocenti, włoski ilustrator
- 17 lutego:
  - Bernard Burczyk, polski piłkarz
  - Vicente Fernández, meksykański piosenkarz, producent i aktor (zm. 2021)
  - Willi Holdorf, niemiecki lekkoatleta (zm. 2020)
  - Petr Kalaš, czeski inżynier
  - Andrzej Kotkowski, polski reżyser, scenarzysta i aktor (zm. 2016)
  - Christopher Newman, amerykański inżynier dźwięku (zm. 2025)
  - Władysław Wałęga, polski malarz
- 18 lutego:
  - Kazimierz Cłapka, polski polityk, wojewoda sieradzki, wiceminister kultury
  - Charles Robert Jenkins, amerykański żołnierz, który w 1965 roku uciekł do Korei Północnej (zm. 2017)
  - Peter Meyer, niemiecki piłkarz
- 19 lutego:
  - Ryszard Hunger, polski malarz, pedagog
  - Smokey Robinson, amerykański piosenkarz
  - Andrzej Strejlau, polski trener piłkarski
- 20 lutego:
  - Venant Bacinoni, burundyjski duchowny katolicki, biskup Bururi (zm. 2022)
  - Rudolf Edlinger, austriacki polityk (zm. 2021)
  - Christoph Eschenbach, niemiecki pianista i dyrygent
  - Kazimierz Frelkiewicz, polski koszykarz
  - Jimmy Greaves, angielski piłkarz (zm. 2021)
  - Judy Cornwell, brytyjska aktorka
  - Salomea Kapuścińska, polska poetka (zm. 2016)
  - Emilia Krakowska, polska aktorka
  - Czesław Łaksa, polski judoka, trener, działacz sportowy
- 21 lutego:
  - John Lewis, amerykański polityk, kongresmen (zm. 2020)
  - Edward Nowak, polski duchowny katolicki, urzędnik Kurii Rzymskiej, arcybiskup ad personam
- 22 lutego:
  - Maciej Bednarkiewicz, polski adwokat (zm. 2016)
  - Julian Chagrin, brytyjski aktor, reżyser, producent i scenarzysta filmowy pochodzenia żydowskiego
  - Jon Elster, norweski filozof
  - Chet Walker, amerykański koszykarz (zm. 2024)
- 23 lutego – Peter Fonda, amerykański aktor i scenarzysta filmowy (zm. 2019)
- 24 lutego:
  - Wojciech Biedrzycki, polski inżynier naftowy
  - Jimmy Ellis, amerykański bokser (zm. 2014)
  - Angel Floro Martínez, hiszpański duchowny katolicki, biskup Gokwe (zm. 2023)
  - Denis Law, szkocki piłkarz (zm. 2025)
  - Guy Périllat, francuski narciarz
  - Barbara Sadowska, polska poetka (zm. 1986)
- 25 lutego:
  - Jerzy Bolesławski, polski polityk, prezydent Warszawy
  - Béchara Boutros Raï, libański duchowny katolicki, maronicki patriarcha Antiochii, kardynał
  - Bogusław Grzesik, polski elektrotechnik, wykładowca akademicki (zm. 2024)
- 26 lutego – Agneta Pleijel, szwedzka poetka, powieściopisarka, dramatopisarka i tłumaczka
- 27 lutego:
  - Pierre Duchesne, kanadyjski polityk
  - Friedel Rausch, niemiecki piłkarz (zm. 2017)
- 28 lutego:
  - Mario Andretti, amerykański kierowca wyścigowy
  - Jürgen Chrobog, dyplomata niemiecki
  - Joe South, amerykański piosenkarz (zm. 2012)
- 29 lutego – Bartłomiej (patriarcha Konstantynopola)
- 1 marca:
  - Jürgen Brecht, niemiecki szermierz
  - Edward Gnat, polski rolnik, polityk, poseł na Sejm PRL (zm. 2021)
  - Ralph Towner, amerykański instrumentalista i kompozytor
- 2 marca:
  - Andrzej Korzyński, polski kompozytor (zm. 2022)
  - Lothar de Maizière, niemiecki polityk
  - Klaus Rost, niemiecki zapaśnik (zm. 2023)
  - Lech Szaraniec, polski historyk
- 3 marca:
  - Antoni Cofalik, polski skrzypek i pedagog
  - Kazimierz Klęk, polski chemik, polityk, minister przemysłu chemicznego (zm. 2019)
  - Jan Kopcewicz, polski biolog
  - Antoni Pieniążek, polski prawnik, polityk, poseł na Sejm RP (zm. 2020)
  - Silvia Pimentel, brazylijska prawniczka, feministka
  - Jean-Paul Proust, francuski polityk, premier Monako (zm. 2010)
  - Mirosław Utta, polski lektor
- 4 marca:
  - Wolfgang Hoffmann-Riem, niemiecki prawnik
  - Franz Löschnak, austriacki polityk
  - Aleksandyr Nikołow, bułgarski bokser
- 5 marca:
  - Leif Enecrona, szwedzki żużlowiec
  - Graham McRae, nowozelandzki kierowca wyścigowy (zm. 2021)
  - Don Mischer, amerykański reżyser i producent filmowy (zm. 2025)
  - Jerzy Zygmunt Nowak, polski aktor (zm. 2020)
  - Sepp Piontek, niemiecki piłkarz
- 6 marca:
  - Giovanni Giudici, włoski duchowny katolicki, biskup Pawii (zm. 2024)
  - Philippe Herzog, francuski ekonomista, polityk, eurodeputowany
  - Jürgen Schröder, niemiecki wioślarz
- 7 marca:
  - Alejandro Goic Karmelic, chilijski duchowny katolicki
  - Wiktor Sawinych, radziecki kosmonauta
  - Ryszard Nawrocki, polski aktor (zm. 2011)
  - Daniel J. Travanti, amerykański aktor
- 8 marca:
  - Jiří Daler, czechosłowacki kolarz
  - Denis Madden, amerykański duchowny katolicki
  - Manfred Manglitz, niemiecki piłkarz
  - Stanisław Rodziński, polski malarz (zm. 2021)
  - Tomasz Tarasin, polski operator filmowy (zm. 2024)
- 9 marca:
  - Łarisa Gołubkina, rosyjska aktorka (zm. 2025)
  - Raúl Juliá, amerykański aktor (zm. 1994)
  - Władysław Nikiciuk, polski lekkoatleta
- 10 marca:
  - Elżbieta Franke, polska florecistka
  - Jerzy Mąkowski, polski artysta fotograf
  - Chuck Norris, amerykański aktor
  - David Rabe, amerykański pisarz, scenarzysta filmowy
  - Finn Thorsen, norweski piłkarz, trener, łyżwiarz szybki
- 11 marca:
  - David Jones, brytyjski lekkoatleta, sprinter (zm. 2023)
  - Aloyse Knepper, luksemburski strzelec (zm. 2019)
  - Andrzej Koprowski, polski jezuita (zm. 2021)
  - Horst Rascher, niemiecki bokser
- 12 marca:
  - Francesc-Xavier Ciuraneta Aymí, hiszpański duchowny katolicki (zm. 2020)
  - Hartmut Handt, niemiecki pisarz, autor tekstów piosenek
  - Al Jarreau, amerykański wokalista jazzowy (zm. 2017)
  - Thomas R.P. Mielke, niemiecki pisarz (zm. 2020)
- 13 marca:
  - Elżbieta Jogałła, polska romanistka, tłumaczka, dyplomatka
  - Włodzimierz Przybylski, polski inżynier
  - Józef Woroszczak, polski sportowiec, lekarz i polityk (zm. 2022)
  - Aleksandr Zołotariow, rosyjski lekkoatleta, trójskoczek
- 14 marca:
  - Hans-Olaf Henkel, niemiecki menadżer branży przemysłowej, wykładowca akademicki, publicysta i polityk
  - Julian Hunte, polityk Saint Lucia
- 15 marca – Anna Pacyna, polska biolog, botanik, wykładowca akademicki
- 16 marca:
  - Jan Głuchowski, polski historyk
  - Claus Offe, niemiecki socjolog
  - Sergiusz Plewa, polski polityk, poseł na Sejm RP i senator RP (zm. 2015)
  - Jan Pronk, holenderski polityk
- 17 marca:
  - Jacek Baluch, polski literaturoznawca (zm. 2019)
  - Anni Biechl, niemiecka lekkoatletka
  - Hugo Zarich, piłkarz argentyński (zm. 2017)
- 18 marca:
  - Teodor Czipew, bułgarski prawnik, polityk
  - Arlette Laguiller, francuska polityk
  - Ernst Veenemans, holenderski wioślarz (zm. 2017)
- 19 marca – Margaret Todd, polska pisarka science fiction
- 20 marca – Krzysztof Parliński, polski fizyk
- 21 marca – Solomon Burke, amerykański piosenkarz rockowy (zm. 2010)
- 22 marca:
  - Fausto Bertinotti, włoski związkowiec, polityk
  - Leszek Biały, polski nauczyciel i polityk, poseł na Sejm RP I kadencji (zm. 2022)
  - Ewa Łętowska, polska prawnik, Rzecznik Praw Obywatelskich, sędzia Trybunału Konstytucyjnego
  - Haing S. Ngor, kambodżańsko-amerykański lekarz, aktor (zm. 1996)
- 23 marca:
  - Michel Hansenne, belgijski polityk
  - Jacek Karwowski, polski fizyk
  - Bogumiła Murzyńska, polska aktorka
  - Ferdynand Rymarz, polski prawnik
- 24 marca:
  - François Blondel, francuski duchowny katolicki, biskup Viviers
  - Diane d’Orléans, księżniczka francuska
  - Rudi Pawelka, polityk niemiecki, przewodniczący Ziomkostwa Śląsk
- 25 marca – Mina, włoska piosenkarka
- 26 marca:
  - James Caan, amerykański aktor (zm. 2022)
  - Andrzej Koraszewski, polski publicysta i pisarz ekonomiczno-społeczny
  - Christina Odenberg, szwedzka duchowna luterańska
  - Nancy Pelosi, amerykańska polityk, kongreswoman ze stanu Kalifornia
- 27 marca:
  - Silvano Bertini, włoski bokser (zm. 2021)
  - Ullrich Libor, niemiecki żeglarz sportowy
  - Sandro Munari, włoski kierowca rajdowy
  - Czesław Stanula, polski duchowny katolicki, biskup Itabuny w Brazylii (zm. 2020)
- 28 marca:
  - Giuseppe Andrich, włoski duchowny katolicki, biskup Belluno-Feltre
  - José Luís Azcona Hermoso, hiszpański duchowny katolicki, biskup prałat Marajó (zm. 2024)
  - Kevin Loughery, amerykański koszykarz
  - Michael Plumb, amerykański jeździec sportowy
- 29 marca:
  - Graham Booth, brytyjski polityk (zm. 2011)
  - Astrud Gilberto, brazylijska piosenkarka (zm. 2023)
  - Godfrey Reggio, amerykański reżyser i scenarzysta
  - Wiktor Serebrianikow, ukraiński piłkarz, trener (zm. 2014)
  - Hal Stalmaster, amerykański aktor
  - Mario Velarde, meksykański piłkarz, trener (zm. 1997)
  - Stanisław Wąsik, polski polityk, poseł na Sejm I kadencji
  - Julian Żejmo, polski operator filmowy
- 30 marca:
  - Julio Mattos, argentyński piłkarz
  - Uwe Timm, pisarz niemiecki
  - Jerry Lucas, amerykański koszykarz
  - Pedro Shimose, boliwijski poeta, publicysta, eseista i kompozytor
- 31 marca:
  - Piergiorgio Debernardi, włoski duchowny katolicki, biskup Pinerolo
  - Barney Frank, amerykański polityk
  - Yuriko Handa, japońska siatkarka
  - Gene Kotlarek, amerykański skoczek narciarski (zm. 2017)
  - Patrick Leahy, amerykański polityk, senator
- 1 kwietnia:
  - Serge Clair, maurytyjski polityk
  - Wangari Maathai, kenijska działaczka społeczna, laureatka Nagrody Nobla (zm. 2011)
- 2 kwietnia:
  - Jerzy Jogałła, polski aktor (zm. 2018)
  - Karl-Heinz Thielen, niemiecki piłkarz
- 3 kwietnia:
  - Magdalena Celówna, polska aktorka
  - Marian Glinkowski, polski reżyser i animator kultury (zm. 2014)
  - Wolf Kahler, niemiecki aktor
- 4 kwietnia – Richard Attwood, brytyjski kierowca wyścigowy
- 5 kwietnia – Nikolaus Michalek, austriacki prawnik, notariusz, polityk
- 6 kwietnia – Nol de Ruiter, holenderski piłkarz, trener (zm. 2025)
- 7 kwietnia:
  - Marju Lauristin, estońska socjolog, polityk
  - Lena Lervik, szwedzka rzeźbiarka
  - Rui Machete, portugalski prawnik, polityk
  - Jan W. Morthenson, szwedzki kompozytor
- 8 kwietnia:
  - John Havlicek, amerykański koszykarz pochodzenia czesko-chorwackiego (zm. 2019)
  - Irina Jegorowa, rosyjska łyżwiarka szybka
  - Mirko Jozić, chorwacki piłkarz, trener
- 9 kwietnia:
  - Norbert Lysek, polski polityk (zm. 2023)
  - Hans-Joachim Reske, niemiecki lekkoatleta
  - Christian Sautter, francuski polityk
- 10 kwietnia
  - Clark Blaise, kanadyjski pisarz
  - Jerzy Kreiner, polski astronom
  - Joseph Theodorus Suwatan, indonezyjski duchowny rzymskokatolicki
- 11 kwietnia:
  - Władysław Komar, polski lekkoatleta, kulomiot, aktor (zm. 1998)
  - Orest Meleschuk, kanadyjski curler
  - Hasan Muratović, bośniacki polityk, premier Bośni i Hercegowiny (zm. 2020)
- 12 kwietnia:
  - Herbie Hancock, amerykański pianista i kompozytor jazzowy
  - José Vicente Huertas Vargas, kolumbijski duchowny katolicki, biskup Garagoa (zm. 2023)
  - Konrad Pollesch, polski fotografik, wykładowca akademicki
- 13 kwietnia:
  - Vladimir Cosma, rumuński skrzypek i kompozytor
  - Piotr Figiel, polski dyrygent, kompozytor, aranżer, pianista i organista (zm. 2011)
  - Jean-Marie Gustave Le Clézio, francuski pisarz, laureat Nagrody Nobla
  - Max Mosley, brytyjski prawnik (zm. 2021)
- 14 kwietnia:
  - Julie Christie, brytyjska aktorka (lub ur. 14 kwietnia 1941)
  - Stanisław Cieniewicz, polski duchowny katolicki (zm. 2022)
  - Marie Kinsky von Wchinitz und Tettau, księżna Liechtensteinu (zm. 2021)
- 15 kwietnia:
  - Jeffrey Archer, brytyjski polityk
  - Bert Harkins, szkocki żużlowiec
  - Edy Hubacher, szwajcarski lekkoatleta i bobsleista
  - Krzysztof Ostrowski, polski socjolog i politolog (zm. 2022)
  - Zsuzsa Vathy, węgierska pisarka (zm. 2017)
- 16 kwietnia:
  - Paul Cox, australijski reżyser (zm. 2016)
  - Rayappu Joseph, lankijski biskup rzymskokatolicki (zm. 2021)
  - Krzysztof Kumor, polski aktor
  - Małgorzata II, królowa Danii
  - Stanisław Stefan Paszczyk, polski trener lekkoatletyki, działacz sportowy, polityk, dyplomata, prezes PKOl (zm. 2008)
- 17 kwietnia:
  - Jacyr Francisco Braido, brazylijski duchowny katolicki, biskup Santos
  - Siegfried Jerusalem, niemiecki śpiewak
  - Wiesław Puś, polski historyk, profesor nauk humanistycznych
  - Anja Silja, niemiecka śpiewaczka operowa
  - Paolo Urso, włoski duchowny katolicki, biskup Ragusy
  - Agostino Vallini, włoski duchowny katolicki, kardynał
- 18 kwietnia:
  - Joseph L. Goldstein, amerykański genetyk pochodzenia żydowskiego, laureat Nagrody Nobla
  - Stanisław Lizer, polski prawnik
  - Gordon Spice, brytyjski kierowca wyścigowy (zm. 2021)
  - Mike Vickers, brytyjski muzyk, kompozytor
  - Władimir Wasiljew, rosyjski tancerz baletowy, choreograf
- 19 kwietnia:
  - Kurt Ahrens Jr., niemiecki kierowca wyścigowy
  - Mieczysław Banasik, polski aktor (zm. 2025)
  - Reinhard Bonnke, niemiecki misjonarz zielonoświątkowy (zm. 2019)
  - José Luis Gómez, hiszpański aktor
- 20 kwietnia – Antonio Mattiazzo, włoski duchowny katolicki, biskup Padwy, arcybiskup ad personam
- 21 kwietnia: 
  - Francisco Buscató, hiszpański koszykarz
  - Daniel Hurley, australijski duchowny katolicki, biskup Darwin
  - Zdzisław Wardejn, polski aktor
  - Pavel Zářecký, czeski prawnik, polityk
- 22 kwietnia:
  - Damian Kyaruzi, tanzański duchowny rzymskokatolicki
  - Berndt Seite, niemiecki polityk
- 23 kwietnia – Wojciech Duryasz, polski aktor
- 24 kwietnia – Sue Grafton, amerykańska pisarka (zm. 2017)
- 25 kwietnia:
  - Jochen Borchert, niemiecki rolnik, ekonomista, polityk
  - Charles Dufour, jamajski duchowny katolicki, arcybiskup Kingston
  - Jean-Claude Letzelter, francuski szachista
  - Al Pacino, amerykański aktor, producent filmowy pochodzenia włoskiego
- 26 kwietnia:
  - Inga Arfwidsson, szwedzka curlerka
  - Dietmar Hopp, niemiecki przedsiębiorca
  - Tadeusz Jemioło, polski generał broni
  - Giorgio Moroder, włoski kompozytor muzyki filmowej, producent muzyczny
- 27 kwietnia – Calypso Rose, trynidadzko-tobagijska piosenkarka
- 28 kwietnia:
  - Antoine Ntalou, kameruński duchowny katolicki, arcybiskup Garoua
  - Carlo Rancati, włoski kolarz torowy (zm. 2012)
- 29 kwietnia – Peter Arthur Diamond, amerykański ekonomista
- 30 kwietnia:
  - Jeroen Brouwers, holenderski dziennikarz, pisarz (zm. 2022)
  - Tadeusz Lulek, polski fizyk, wykładowca akademicki
  - Burt Young, amerykański aktor (zm. 2023)
- 1 maja:
  - Fakhruddin Ahmed, bangladeski ekonomista, polityk, premier i prezes Banku Bangladeszu
  - Felipe Arizmendi Esquivel, meksykański duchowny katolicki, biskup diecezji San Cristóbal de Las Casas
  - Colette Awital, izraelska polityk
  - Edward Redliński, polski prozaik, reportażysta i dramaturg (zm. 2024)
- 2 maja:
  - Manuel Esquivel, belizeński polityk, premier Belize (zm. 2022)
  - Maria Lis-Turlejska, polska psycholog
  - Bernard Sołtysik, polski kompozytor, aranżer, pedagog
- 3 maja:
  - David H. Koch, amerykański biznesmen (zm. 2019)
  - Jędrzej Krakowski, polski ekonomista, dyplomata (zm. 2022)
  - Clemens Westerhof, holenderski trener piłkarski
- 4 maja:
  - Robin Cook, amerykański pisarz
  - Wiktor Gietmanow, rosyjski piłkarz (zm. 1995)
  - Peter Gregg, amerykański kierowca wyścigowy (zm. 1980)
  - Andrzej Rozhin, polski reżyser teatralny, aktor, scenarzysta, dyrektor teatrów i festiwali teatralnych (zm. 2022)
  - Peter Schreiner, niemiecki historyk, bizantynolog
- 5 maja:
  - Lance Henriksen, amerykański aktor i scenarzysta pochodzenia norweskiego
  - Adam Przeworski, amerykański politolog pochodzenia polskiego
- 6 maja:
  - André-Joseph Léonard, belgijski duchowny katolicki, arcybiskup Mechelen-Brukseli, prymas i biskup polowy Królestwa Belgii
  - Vesna Pešić, serbska socjolog, działaczka na rzecz praw człowieka, polityk, dyplomata
  - Wiaczesław Starszynow, rosyjski hokeista, trener i działacz hokejowy
- 7 maja:
  - Angela Carter, brytyjska pisarka, dziennikarka (zm. 1992)
  - Marek Gołąb, polski sztangista (zm. 2017)
  - John Irvin, brytyjski reżyser filmowy i telewizyjny
  - Aleksandra Kurczab-Pomianowska, polska aktorka, reżyserka teatralna, tłumaczka
  - Edi Luarasi, albańska piosenkarka, aktorka (zm. 2021)
- 8 maja:
  - Santiago García Aracil, hiszpański duchowny katolicki (zm. 2018)
  - Mariusz Hermansdorfer, polski historyk i krytyk sztuki, wieloletni dyrektor Muzeum Narodowego we Wrocławiu (zm. 2018)
  - Marceli Kosman, polski historyk (zm. 2023)
  - Ricky Nelson, amerykański aktor, piosenkarz i gitarzysta (zm. 1985)
  - James L. Brooks, hollywoodzki producent, scenarzysta i reżyser
  - Lech Woszczerowicz, polski ekonomista, polityk, poseł na Sejm RP
- 9 maja:
  - Franco Bassanini, włoski polityk, prawnik, wykładowca akademicki
  - Robert Blust, amerykański językoznawca (zm. 2022)
  - Joachim Starbatty, niemiecki ekonomista
- 10 maja:
  - Arthur Alexander, amerykański piosenkarz Country soul (zm. 1993)
  - Vicente Miera, hiszpański piłkarz i trener piłkarski
- 11 maja:
  - Anthony Kwami Adanuty, ghański duchowny katolicki, biskup Keta-Akatsi
  - Zuzanna Cembrowska, polska modelka, tancerka baletowa (zm. 2012)
- 12 maja – Louis Pelâtre, francuski duchowny katolicki
- 13 maja – Włodzimierz Press, polski aktor
- 14 maja:
  - Marta Lipińska, polska aktorka
  - Victor Miller, amerykański scenarzysta filmowy i telewizyjny
  - William Francis Murphy, amerykański duchowny katolicki
- 15 maja:
  - Carlos Bielicki, argentyński szachista pochodzenia polskiego (zm. 2024)
  - Luwsanlchagwyn Dasznjam, mongolski łyżwiarz szybki, olimpijczyk (zm. 2017)
  - Proinsias De Rossa, irlandzki polityk, eurodeputowany
  - Michael Jarrell, amerykański duchowny katolicki
  - Lainie Kazan, amerykańska aktorka i piosenkarka
  - Arturo Mari, fotograf włoski
  - Don Nelson, amerykański koszykarz, skrzydłowy i trener
- 16 maja:
  - Erwin Böhm, austriacki profesor nauk o zdrowiu, psychiatra, gerontolog
  - Hubert Bronk, polski inżynier, ekonomista
- 17 maja:
  - Valie Export, austriacka artystka intermedialna, performerka, akcjonistka, autorka filmów
  - Alan Kay, amerykański informatyk
  - András Kelemen, węgierski lekarz, polityk, eurodeputowany
  - Marcel Łoziński, polski reżyser
  - Terry Steib, amerykański duchowny katolicki, biskup Memphis
  - Ingrid Wendl-Turković, austriacka łyżwiarka figurowa
- 18 maja:
  - Alicja Borowska, polska uczona, biolog (zm. 2013)
  - Jan Czykwin, białoruski poeta, historyk i tłumacz (zm. 2022)
  - Małgorzata Szpakowska, polska kulturoznawca, krytyk literacki i historyk literatury
- 19 maja:
  - Carlos Diegues, brazylijski reżyser i producent (zm. 2025)
  - Alasdair Hutton, brytyjski polityk, pisarz, dziennikarz i wojskowy
  - Jan Janssen, holenderski kolarz
  - Ryszard Mastalski, polski prawnik
  - Jerzy Wieczorek, polski samorządowiec, prezydent Torunia
- 20 maja:
  - Claude Dagens, francuski duchowny katolicki, biskup Angoulême
  - Stan Mikita, kanadyjski hokeista pochodzenia słowackiego (zm. 2018)
  - Sadaharu Ō, japońsko-tajwański baseballista
  - Norbert Werbs, niemiecki duchowny katolicki, biskup pomocniczy Hamburga (zm. 2023)
- 21 maja:
  - Robert Budzynski, francuski piłkarz polskiego pochodzenia (zm. 2023)
  - Józef Kędzia, polski elektrotechnik (zm. 2023)
  - José Manuel Lasa, hiszpański kolarz szosowy
  - António Victorino de Almeida, portugalski kompozytor, filmowiec, beletrysta i publicysta
- 22 maja:
  - Ole Stavrum, norweski piłkarz
  - Jacek Vieth, polski polityk, poseł na Sejm RP (zm. 2020)
- 23 maja:
  - Lone Dybkjær, duńska polityk (zm. 2020)
  - Gérard Larrousse, francuski kierowca wyścigowy i rajdowy
- 24 maja:
  - Iosif Brodski, rosyjski poeta i eseista, laureat Nagrody Nobla (zm. 1996)
  - Jan Bernard Szlaga, polski duchowny katolicki (zm. 2012)
  - Liina Tõnisson, estońska ekonomistka, polityk
- 25 maja:
  - Nobuyoshi Araki, japoński fotograf
  - Peppino Gagliardi, włoski piosenkarz i kompozytor (zm. 2023)
  - Alojzy Szczęśniak, polski nauczyciel i polityk
- 26 maja:
  - Jerome Hanus, amerykański duchowny katolicki
  - Levon Helm, amerykański muzyk rockowy (zm. 2012)
- 27 maja:
  - Hubert Kostka, polski piłkarz
  - Gilberto Reis, portugalski duchowny katolicki
  - Andrzej Skorupski, polski naukowiec
  - Jarosław Dmytrasewicz, ukraiński piłkarz
- 28 maja:
  - Hiroshi Katayama, japoński piłkarz
  - Danuta Knysz-Tomaszewska, polska historyk literatury, edytor, tłumacz
  - Tom Petri, amerykański polityk
- 29 maja:
  - James J. Fox, amerykański antropolog
  - Raymond Lahey, kanadyjski duchowny katolicki, biskup Antigonish (zm. 2022)
  - Donal Murray, irlandzki duchowny katolicki, biskup Limerick (zm. 2024)
- 30 maja:
  - David Ackroyd, amerykański aktor
  - Riitta Jouppila, fińska lekarka i polityk
- 31 maja:
  - Harry Entwistle, angielski duchowny katolicki
  - Mário Lino, portugalski polityk
  - Gilbert Shelton, amerykański twórca komiksów, rysownik i scenarzysta
- 1 czerwca:
  - René Auberjonois, amerykański aktor i reżyser (zm. 2019)
  - Jan Błeszyński, polski prawnik
  - Tadeusz Diem, polski inżynier, dyplomata i polityk
  - Barbara Kwiatkowska-Lass, polska aktorka (zm. 1995)
  - Kip Thorne, amerykański fizyk
- 2 czerwca:
  - István Csom, węgierski szachista, sędzia klasy międzynarodowej (zm. 2021)
  - Konstantyn II Glücksburg, król Grecji (zm. 2023)
- 3 czerwca – Anna Michalska, polska prawnik, wykładowczyni akademicka (zm. 2001)
- 4 czerwca:
  - Ludwig Schwarz, austriacki biskup katolicki
  - Klaus Urbanczyk, niemiecki piłkarz
- 5 czerwca:
  - Imre Komora, węgierski piłkarz (zm. 2024)
  - Gilles Lussier, kanadyjski duchowny katolicki
- 6 czerwca:
  - Homero Aridjis, meksykański pisarz, działacz społeczny pochodzenia greckiego
  - Maria Nowicka-Marusczyk, polska socjolog
  - Antonella Ragno-Lonzi, włoska florecistka
  - Michael Smith, irlandzki duchowny katolicki, biskup Meath
- 7 czerwca:
  - Tom Jones, walijski piosenkarz i aktor
  - Ronald Pickup, brytyjski aktor (zm. 2021)
  - Kim Song-sun, północnokoreańska łyżwiarka
- 8 czerwca:
  - Andrzej Mrozek, polski aktor (zm. 2020)
  - Nancy Sinatra, amerykańska piosenkarka i aktorka pochodzenia włoskiego
- 9 czerwca – Claudio Azzolini, włoski polityk
- 10 czerwca:
  - Jim Alder, brytyjski lekkoatleta, maratończyk
  - Nina Karsov, polska polonistka, pisarka, tłumaczka, wydawczyni
  - Jacques Rancière, francuski filozof
  - Annemarie Zimmermann, niemiecka kajakarka
- 11 czerwca – Phelekezela Mphoko, zimbabweński przedsiębiorca, dyplomata, polityk, wiceprezydent Zimbabwe (zm. 2024)
- 12 czerwca – Nataniel (Popp), amerykański biskup prawosławny pochodzenia rumuńskiego
- 13 czerwca:
  - Ferdinand Botsy, madagaskarski duchowny katolicki, biskup Ambanja (zm. 2025)
  - Wolfgang Hottenrott, niemiecki wioślarz
  - Dallas Long, amerykański lekkoatleta (zm. 2024)
  - Gojko Mitić, jugosłowiański aktor
- 14 czerwca:
  - William P. Baker, amerykański polityk
  - Laura Efrikian, włoska aktorka
  - Héctor Epalza Quintero, kolumbijski duchowny katolicki, biskup Buenaventury (zm. 2021)
  - Francesco Guccini, włoski piosenkarz, autor tekstów, aktor
- 16 czerwca:
  - Carole Ann Ford, brytyjska aktorka
  - Otacílio Gonçalves da Silva Junior, brazylijski trener piłkarski
  - Edward Stawiarz, polski lekkoatleta
  - Taylor Wang, chińsko-amerykański naukowiec i astronauta
- 17 czerwca:
  - George A. Akerlof, ekonomista amerykański, laureat Nagrody Nobla
  - Horst Franz, niemiecki trener piłkarski
- 18 czerwca:
  - Rogelio Esquivel Medina, meksykański duchowny katolicki (zm. 2023)
  - Wojciech Piotrowicz, polski poeta
- 19 czerwca:
  - Gene V. Glass, amerykański statystyk
  - Ludmyła Kuczma, ukraińska była pierwsza dama
  - Marlene Warfield, amerykańska aktorka
- 20 czerwca:
  - Eugen Drewermann, niemiecki teolog, psychoanalityk i pisarz
  - John Mahoney, brytyjski aktor (zm. 2018)
  - Ignacio Milam Tang, polityk z Gwinei Równikowej, premier
- 21 czerwca:
  - Mariette Hartley, amerykańska aktorka
  - Michael Ruse, brytyjski filozof (zm. 2024)
  - Jerzy Stefański, polski duchowny katolicki
  - Alfred Znamierowski, polski dziennikarz, heraldyk, weksylolog (zm. 2019)
- 22 czerwca – Abbas Kiarostami, irański reżyser filmowy (zm. 2016)
- 23 czerwca:
  - Derry Irvine, brytyjski prawnik i polityk
  - John Balfanz, amerykański skoczek narciarski (zm. 1991)
- 24 czerwca:
  - Inge Bauer, niemiecka lekkoatletka, wieloboistka
  - Augusto Fantozzi, włoski polityk (zm. 2019)
  - Vittorio Storaro, włoski operator filmowy
- 25 czerwca:
  - Judy Pollock, australijska lekkoatletka, sprinterka i biegaczka średniodystansowa
  - Guillermo Castro, salwadorski piłkarz
  - Thomas Köhler, niemiecki saneczkarz
  - João Carlos Martins, brazylijski pianista, dyrygent
  - Mary Beth Peil, amerykańska aktorka, śpiewaczka operowa (sopran)
- 26 czerwca – Bogdan Sölle, polski scenograf
- 27 czerwca:
  - Andrzej Bohdanowicz, polski operator dźwięku
  - Andrzej Grąziewicz, polski aktor (zm. 2016)
  - Ian Lang, szkocki polityk
- 28 czerwca:
  - Petru Gherghel, rumuński duchowny katolicki, biskup Jassów
  - Muhammad Yunus, bangladeski wykładowca ekonomii, laureat Nagrody Nobla
- 29 czerwca – Wiaczesław Artiomow, rosyjski kompozytor
- 30 czerwca:
  - Víctor Erice, hiszpański reżyser, scenarzysta i krytyk filmowy
  - François Xavier Lê Văn Hồng, wietnamski duchowny katolicki, arcybiskup Huế
- 1 lipca – Craig Brown, szkocki piłkarz, trener (zm. 2023)
- 2 lipca:
  - Kenneth Clarke, brytyjski polityk
  - Francisco Gil Hellín, hiszpański duchowny katolicki, arcybiskup Burgos
  - Georgi Iwanow, pierwszy bułgarski kosmonauta
- 3 lipca:
  - Lamar Alexander, amerykański polityk, senator ze stanu Tennessee
  - Jerzy Buzek, polski profesor nauk technicznych, polityk, poseł na Sejm RP, premier RP, eurodeputowany, przewodniczący Parlamentu Europejskiego
  - Lance Larson, amerykański pływak (zm. 2024)
  - Roger Schwietz, amerykański duchowny katolicki, arcybiskup Anchorage
  - Mario Zanin, włoski kolarz szosowy
- 4 lipca:
  - Paul Bootkoski, amerykański duchowny katolicki pochodzenia polskiego, biskup Metuchen
  - Franciszek Buszka, polski polityk, poseł na Sejm PRL
  - Jürgen Heinsch, niemiecki piłkarz, trener (zm. 2022)
  - Wałentyn Symonenko, ukraiński polityk
- 5 lipca – Eddie Miles, amerykański koszykarz
- 6 lipca:
  - Rex Cawley, amerykański lekkoatleta, płotkarz (zm. 2022)
  - Kazimierz Głowacki, polski kontradmirał, oficer służb specjalnych
  - Nursułtan Nazarbajew, kazachski polityk, prezydent Kazachstanu
  - Tove Skutnabb-Kangas, fińska językoznawczyni (zm. 2023)
- 7 lipca:
  - Wolfgang Clement, niemiecki polityk (zm. 2020)
  - Dieter Neuendorf, wschodnioniemiecki skoczek narciarski (zm. 2021)
  - Dziecyn Pema, tybetańska działaczka społeczna i sportowa, polityk, siostra Tenzina Gjaco, XIV Dalajlamy.
  - Ringo Starr, wokalista, perkusista, kompozytor i producent nagrań, aktor, muzyk zespołu The Beatles
- 8 lipca:
  - Masaaki Kaneko, japoński zapaśnik
  - Jadwiga Nowakowska, polska polityk, poseł na Sejm PRL
  - Jan Rozmarynowski, polski fotoreporter sportowy (zm. 2024)
- 9 lipca:
  - Anna Bańkowska, polska tłumaczka
  - Jair da Costa, brazylijski piłkarz (zm. 2025)
  - Władysław Wrona, polski polityk, rolnik, poseł na Sejm RP
- 10 lipca:
  - Raffaele Calabro, włoski duchowny katolicki, biskup Andrii (zm. 2017)
  - Helen Donath, amerykańska śpiewaczka
  - Rolf Herings, niemiecki lekkoatleta (zm. 2017)
  - Anatol Lawina, polski działacz opozycji demokratycznej (zm. 2006)
  - Tommy Troelsen, duński piłkarz, trener (zm. 2021)
- 11 lipca:
  - Luwsanszarawyn Cend, mongolski łyżwiarz szybki, olimpijczyk (zm. 2023)
  - Adam Styka, polski malarz, grafik, pedagog
- 12 lipca
  - Guillermo Garlatti, argentyński duchowny katolicki, arcybiskup Bahía Blanca
  - José Gonzalez Alonso, hiszpański duchowny katolicki, biskup Cajazieras
- 13 lipca:
  - Hadrian, egipski duchowny Koptyjskiego Kościoła Ortodoksyjnego, biskup Asuanu
  - Patrick Stewart, brytyjski aktor
- 14 lipca:
  - Jadwiga Dorr, polska filolog, pisarka, poetka, autorka tekstów piosenek
  - Susan Howatch, brytyjska pisarka
- 15 lipca:
  - Paweł Cieślik, polski duchowny katolicki, biskup pomocniczy koszalińsko-kołobrzeski
  - Chris Cord, amerykański kierowca wyścigowy
- 16 lipca
  - Kazimierz Głowacki, polski kontradmirał, dyplomata wojskowy, szef WSI
  - Arthur Moreira Lima, brazylijski pianista (zm. 2024)
- 17 lipca:
  - Marian Cycoń, polski polityk (zm. 2020)
  - Francisco Toledo, meksykański grafik (zm. 2019)
- 18 lipca:
  - Aleksy Awdiejew, polski aktor filmowy, piosenkarz, językoznawca pochodzenia rosyjskiego
  - James Brolin, amerykański aktor, reżyser telewizyjny i filmowy
  - Harry Mitchell, amerykański polityk
  - Peter Mutharika, malawijski prawnik, polityk, prezydent Malawi
  - Joe Torre, amerykański baseballista
- 19 lipca:
  - Anzor Kawazaszwili, gruziński piłkarz
  - Krzysztof Kuszewski, polski lekarz (zm. 2022)
- 20 lipca:
  - Czesław Gładkowski, polski kontrabasista, kompozytor i aranżer (zm. 2002)
  - Janusz Kondratowicz, polski poeta, satyryk, autor tekstów piosenek i dziennikarz (zm. 2014)
- 21 lipca:
  - Jim Clyburn, amerykański polityk, kongresmen ze stanu Karolina Południowa
  - Ewa Kubasiewicz-Houée, polska polonistka
  - Marco Maciel, brazylijski prawnik, polityk, wiceprezydent Brazylii (zm. 2021)
  - Zygmunt Przychodzeń, polski ekonomista (zm. 2016)
- 22 lipca:
  - Emery Kabongo, kongijski duchowny katolicki, biskup Luebo
  - Alex Trebek, amerykański gospodarz teleturnieju pochodzenia kanadyjskiego (zm. 2020)
  - Alexandra van der Mije, rumuńska i holenderska szachistka (zm. 2013)
- 23 lipca:
  - Marijan Brnčić, chorwacki piłkarz
  - Daniel Goldin, amerykański urzędnik państwowy, administrator NASA
  - Don Imus, amerykański prezenter radiowy, humorysta, pisarz, filantrop (zm. 2019)
  - Alfons Kupis, polski generał brygady (zm. 2024)
- 24 lipca:
  - Stanley Hauerwas, teolog ewangelicki i pacyfista
  - Dan Hedaya, amerykański aktor
- 25 lipca – Jaroslav Folda, amerykański historyk
- 26 lipca:
  - Brigitte Hamann, austriacka historyk niemieckiego pochodzenia (zm. 2016)
  - Jürgen Kurbjuhn, niemiecki piłkarz (zm. 2014)
  - Brian Mawhinney, brytyjski polityk (zm. 2019)
  - Giancarlo Vecerrica, włoski duchowny katolicki, biskup Fabriano-Matelica
- 27 lipca:
  - Pina Bausch, niemiecka choreografka, tancerka (zm. 2009)
  - James Kim Ji-seok, południowokoreański duchowny katolicki, biskup Wonju
- 28 lipca:
  - Jarosław Kossakowski, polski dziennikarz, krytyk sztuki
  - Romuald Loegler, polski architekt
- 29 lipca – György Sarlós, węgierski wioślarz
- 30 lipca:
  - Jan Malinowski, polski działacz ludowy, polityk, poseł na Sejm PRL
  - Vincent Shomo, amerykański bokser (zm. 2020)
  - Clive Sinclair, brytyjski przedsiębiorca, informatyk, wynalazca (zm. 2021)
- 31 lipca:
  - Fleur Jaeggy, szwajcarska pisarka
  - Stanley R. Jaffe, amerykański reżyser i producent filmowy (zm. 2025)
- 1 sierpnia:
  - Horst Herrmann, niemiecki pisarz (zm. 2017)
  - Arnold Othmar Wieland, niemiecki duchowny katolicki
- 2 sierpnia:
  - Barrie Kelly, brytyjski lekkoatleta, sprinter
  - Angel Lagdameo, filipiński duchowny katolicki, arcybiskup Lagdameo (zm. 2022)
  - John A. Leslie, kanadyjski filozof
- 3 sierpnia
  - Roscoe Mitchell, afroamerykański muzyk jazzowy
  - Martin Sheen, amerykański aktor
- 4 sierpnia:
  - Zygfryd Witkiewicz, polski pułkownik, profesor nauk chemicznych
  - Émile Zuccarelli, francuski i korsykański polityk
- 5 sierpnia:
  - Franco Cardini, włoski historyk, pisarz, publicysta
  - Raimon Obiols i Germà, hiszpański i kataloński polityk
- 6 sierpnia:
  - Muchu Alijew, dagestański polityk, prezydent Dagestanu
  - Maria Grabowska, polska lekkoatletka, oszczepniczka
  - Louise Sorel, amerykańska aktorka
- 7 sierpnia:
  - Jean-Luc Dehaene, belgijski polityk (zm. 2014)
  - Camilo Lorenzo Iglesias, hiszpański duchowny katolicki, biskup Astorgi (zm. 2020)
  - Mário Clemente Neto, brazylijski duchowny katolicki, biskup prałat Tefé (zm. 2024)
- 8 sierpnia:
  - Just Jaeckin, francuski aktor, reżyser, scenarzysta i producent filmowy (zm. 2022)
  - Bernd Martin, niemiecki historyk, wykładowca akademicki
  - Dennis Tito, amerykański przedsiębiorca, turysta kosmiczny
- 10 sierpnia:
  - Peter Atkins, angielski chemik
  - Wieniamin Smiechow, rosyjski aktor
  - Irena Telesz-Burczyk, polska aktorka
- 11 sierpnia:
  - Edward Kołodziej, polski historyk, archiwista
  - Tadeusz Morawski, polski elektronik, autor palindromów (zm. 2021)
  - Simion Popescu, rumuński zapaśnik
  - Edward Slattery, amerykański duchowny katolucki, biskup Tulsy (zm. 2024)
  - José Valverde López, hiszpański prawnik, farmaceuta, polityk
- 12 sierpnia:
  - Tony Allen, nigeryjski muzyk, kompozytor (zm. 2020)
  - Fernando Cruz, portugalski piłkarz (zm. 2025)
- 14 sierpnia:
  - Mina Gampel, polsko-niemiecka malarka pochodzenia żydowskiego
  - Arthur Laffer, amerykański ekonomista
  - Aristides Royo, prezydent Panamy
- 16 sierpnia:
  - Bruce Beresford, australijski reżyser i scenarzysta
  - Alix Dobkin, amerykańska piosenkarka i kompozytorka (zm. 2021)
- 17 sierpnia:
  - Eusebio Cano Pinto, hiszpański pisarz, publicysta, polityk, eurodeputowany (zm. 2020)
  - David Price, amerykański polityk, kongresmen ze stanu Karolina Północna
  - Irena Zofia Romaszewska, polska działaczka społeczna
- 18 sierpnia:
  - Adam Makowicz, polski pianista
  - Stefan Pruszyński, polski specjalista ochrony roślin (zm. 2025)
  - Ewald Walch, austriacki saneczkarz (zm. 2023)
- 19 sierpnia:
  - Roger Cook, brytyjski piosenkarz, autor tekstów piosenek oraz producent muzyczny
  - Govind Nihalani, indyjski reżyser, scenarzysta, operator i producent filmowy
  - Jill St. John, amerykańska aktorka
- 20 sierpnia:
  - Jacques Bouveresse, francuski filozof (zm. 2021)
  - Tom DeMarco, amerykański konsultant i informatyk
  - Bernardo Fabio D’Onorio, włoski duchowny katolicki
  - Jerzy Karg, polski entomolog, wykładowca akademicki (zm. 2024)
  - Czesława Noworyta, polska tenisistka stołowa (zm. 2017)
- 21 sierpnia
  - Helena Kaut-Howson, polska aktorka i reżyser teatralna
  - Patrice Laffont, francuski aktor, prezenter telewizyjny
  - Endre Szemerédi, węgiersko-amerykański matematyk
- 23 sierpnia:
  - Tony Bill, amerykański aktor, reżyser i producent filmowy
  - Vicki Brown, brytyjska piosenkarka (zm. 1991)
  - Jean-Paul Mathieu, francuski duchowny katolicki, biskup Saint-Dié
  - Paulino Lukudu Loro, południowosudański arcybiskup katolicki (zm. 2021)
  - Roman Pillardy, polski przedsiębiorca
  - Thomas Steitz, amerykański biochemik, biofizyk molekularny, laureat Nagrody Nobla (zm. 2018)
- 24 sierpnia – Sharon Butala, kanadyjska pisarka
- 25 sierpnia – José van Dam, belgijski śpiewak
- 26 sierpnia – Felix Mitelman, szwedzki naukowiec
- 27 sierpnia:
  - Enrico Feroci, włoski duchowny katolicki, kardynał
  - Itamar Navildo Vian, brazylijski duchowny katolicki, arcybiskup Feira de Santana
  - Manfred Pohlschmidt, niemiecki piłkarz
  - Hubert Skupnik, polski piłkarz (zm. 2021)
  - Janis Spiteris, grecki duchowny katolicki, arcybiskup Korfu-Zakintos-Kefaliny
- 28 sierpnia:
  - William Cohen, amerykański polityk
  - Dirk Galuba, niemiecki aktor
  - Ken Jenkins, amerykański aktor
  - Gloria Leonard, amerykańska aktorka, scenarzystka i reżyserka filmów pornograficznych (zm. 2014)
  - Agostino Marchetto, włoski duchowny katolicki, kardynał
  - Roger Pingeon, francuski kolarz (zm. 2017)
- 30 sierpnia
  - Anna Kędzierska, polska polityk, poseł na Sejm PRL (zm. 2013)
  - Andrzej Marsz, polski geograf, przyrodnik
- 31 sierpnia:
  - Alain Calmat, francuski łyżwiarz figurowy, lekarz, polityk
  - Stefan Frankiewicz, polski historyk literatury, działacz katolicki, publicysta, dyplomata
  - Jack Thompson, australijski aktor
  - Dorrit Willumsen, duńska pisarka
- 1 września:
  - Annie Ernaux, francuska pisarka, laureatka Nagrody Nobla
  - Franco Bitossi, włoski kolarz szosowy i przełajowy
  - Maria Etienne, polska tłumaczka dialogów filmowych (zm. 2025)
  - Andrzej Gabryszewski, polski matematyk, polityk, poseł na Sejm kontraktowy
  - Zbyněk Hubač, czeski skoczek narciarski
- 2 września – Gerhard Petritsch, austriacki strzelec sportowy
- 3 września:
  - Pauline Collins, brytyjska aktorka
  - Eduardo Galeano, urugwajski dziennikarz, pisarz (zm. 2015)
  - Maxime Gremetz, francuski polityk i działacz związkowy
  - Paul Loverde, amerykański duchowny katolicki, biskup Arlington
  - Gino Trematerra, włoski samorządowiec, polityk
  - Joseph Warioba, tanzański polityk, wiceprezydent i premier Tanzanii
- 4 września:
  - Ramón del Hoyo López, hiszpański duchowny katolicki, biskup Jaén
  - Wilfried Kindermann, niemiecki lekkoatleta, sprinter, lekarz sportowy
- 5 września:
  - Giancarlo Cella, włoski piłkarz
  - Raquel Welch, amerykańska aktorka (zm. 2023)
- 6 września:
  - Janusz Mariański, polski ksiądz katolicki
  - Lajos Pápai, węgierski duchowny katolicki
  - Walter Skocik, austriacki piłkarz
- 7 września:
  - Dario Argento, włoski reżyser
  - Abdurrahman Wahid, indonezyjski polityk, prezydent Indonezji (zm. 2009)
- 8 września:
  - Altero Matteoli, włoski polityk (zm. 2017)
  - Jerzy Robert Nowak, polski historyk
- 9 września:
  - Wiesław Łukaszewski, polski psycholog (zm. 2024)
  - Vicente Segrelles, hiszpański autor komiksów
  - Andrzej Sykta, polski piłkarz (zm. 2024)
  - Jerzy Treliński, polski grafik
- 10 września:
  - Roy Ayers, amerykański wibrafonista (zm. 2025)
  - Stanisław Gomułka, polski ekonomista
  - Wołodymyr Iwanow, ukraiński siatkarz, trener
  - Svend Aage Jensby, duński prawnik, polityk
- 11 września:
  - Brian De Palma, amerykański reżyser, scenarzysta, producent, aktor, operator i montażysta filmowy
  - Mirosława Krajewska, polska aktorka
  - Andrzej Mencwel, polski historyk i krytyk literatury, antropolog kultury, eseista, publicysta
  - Jacek Piątkiewicz, polski lekarz, samorządowiec, urzędnik państwowy
  - Nông Đức Mạnh, wietnamski polityk, sekretarz generalny KC Komunistycznej Partii Wietnamu
- 12 września:
  - Joachim Frank, niemiecki biolog, laureat Nagrody Nobla
  - Linda Gray, amerykańska aktorka
  - Cedendżawyn Lchamdżaw, mongolska łyżwiarka szybka, olimpijka (zm. 2019)
  - Bill Medley, amerykański piosenkarz i autor tekstów członek duetu The Righteous Brothers
- 13 września:
  - Óscar Arias Sánchez, kostarykański ekonomista, polityk, prezydent Kostaryki, laureat Pokojowej Nagrody Nobla
  - Heinz Eichelbaum, niemiecki zapaśnik
  - Arturo Parisi, włoski polityk
- 14 września:
  - Larry Brown, amerykański koszykarz
  - Andrzej Werner, polski krytyk filmowy i literacki (zm. 2025)
- 15 września:
  - Chris Menges, brytyjski operator filmowy i reżyser
  - Jürgen Schröder, niemiecki polityk
  - Norman Spinrad, amerykański pisarz
- 16 września:
  - Butch Buchholz, amerykański tenisista, działacz sportowy
  - Jutta Heine, niemiecki lekkoatleta
  - Ómar Ragnarsson, islandzki ekolog
  - Andrzej Sankowski – polski chirurg ogólny i chirurg plastyk
- 17 września:
  - Klaus Küng, austriacki biskup katolicki
  - Jan Eliasson, dyplomata szwedzki
- 18 września:
  - Abbas al-Fasi, marokański polityk i dyplomata
  - Andrew Tarnowski, brytyjski pisarz i reporter polskiego pochodzenia
- 19 września:
  - Ireneusz Kania, polski tłumacz (zm. 2023)
  - Paul Williams, amerykański aktor, kompozytor, muzyk, autor tekstów piosenek, pisarz
- 20 września:
  - Tarō Asō, premier Japonii
  - Joseph DioGuardi, amerykański polityk pochodzenia włosko–albańskiego
  - Agnieszka Mancewicz, polska architekt, urbanista (zm. 2021)
  - Otfried Mickler, niemiecki socjolog
- 21 września:
  - Rutilio del Riego, amerykański duchowny katolicki, biskup pomocniczy San Bernardino
  - Wiktor (Olejnik), rosyjski duchowny prawosławny
  - Mohammad Reza Szadżarian, irański mistrz klasycznego śpiewu perskiego (zm. 2020)
  - Jan Woleński, polski filozof analityczny, logik i epistemolog
- 22 września:
  - Edward Bogusławski, polski kompozytor i pedagog (zm. 2003)
  - Thomas Harris, amerykański pisarz
  - Anna Karina, duńska aktorka (zm. 2019)
  - Stanisław Piotrowicz, polski działacz polityczny, prezydent Poznania (zm. 2020)
  - Mike Schuler, amerykański trener koszykarski (zm. 2022)
- 23 września:
  - Gerhard Hennige, niemiecki lekkoatleta
  - Antony Polonsky, brytyjski historyk, wykładowca akademicki pochodzenia żydowskiego
  - Hans Siemensmeyer, niemiecki piłkarz
  - Michel Temer, brazylijski polityk, wiceprezydent i prezydent Brazylii
- 24 września – Slaven Zambata, chorwacki piłkarz (zm. 2020)
- 25 września – Edward Czernik, polski lekkoatleta (zm. 2023)
- 26 września: 
  - Michaił Czlenow, rosyjski etnograf, orientalista (zm. 2024)
  - Mireille Hadas-Lebel, francuska historyk pochodzenia żydowskiego
  - Henryk Jagodziński, polski polityk, poseł na Sejm PRL
- 27 września:
  - Miszal al-Ahmad al-Dżabir as-Sabah, emir Kuwejtu
  - Josephine Barstow, brytyjska śpiewaczka
  - Benoni Beheyt, belgijski kolarz
  - Philippe Forquet, francuski aktor (zm. 2020)
  - Zbigniew Makarewicz, polski artysta współczesny
- 28 września:
  - Aleksandr Iwanczenkow, rosyjski inżynier mechanik, kosmonauta
  - Ryszard Kornacki, polski pedagog, poeta, prozaik, publicysta (zm. 2023)
  - Leszek Perth, polski dziennikarz radiowy
  - Örjan Sandler, szwedzki łyżwiarz szybki
- 29 września:
  - Lorenzo Baldisseri, włoski duchowny katolicki
  - Nicola Di Bari, włoski piosenkarz i kompozytor
  - Richard Falbr, czeski polityk
- 1 października – Richard Corben, amerykański rysownik (zm. 2020)
- 2 października:
  - Antonio Algora, hiszpański duchowny katolicki, biskup Ciudad Real (zm. 2020)
  - Nanni Galli, włoski kierowca wyścigowy (zm. 2019)
  - Muhammad ibn Talal, jordański książę, generał (zm. 2021)
- 3 października:
  - Walter Alvarez, amerykański geolog i paleontolog
  - Aleksander (Kudriaszow), rosyjski duchowny prawosławny
  - Franciszek Kamecki, polski poeta i duchowny katolicki
  - Franciszek Ziejka, polski uczony (zm. 2020)
- 4 października:
  - Silvio Marzolini, piłkarz argentyński (zm. 2020)
  - Sue Platt, brytyjska lekkoatletka
- 5 października:
  - Alberto Bombassei, włoski przedsiębiorca
  - Joseph Kohnen, luksemburski literaturoznawca (zm. 2015)
  - Elżbieta Morawiec, polska krytyk teatralna i literacka, publicystka i tłumaczka (zm. 2022)
- 6 października:
  - Manfred Bietak, austriacki egiptolog i archeolog
  - Juozas Budraitis, litewski aktor
  - John Warnock, amerykański przedsiębiorca (zm. 2023)
- 7 października:
  - Bronisław Piasecki, polski duchowny katolicki (zm. 2020)
  - Richard H. Stallings, amerykański polityk
- 8 października: 
  - Christopher Mankiewicz, amerykański aktor i producent filmowy (zm. 2024)
  - Hans-Jürgen Rückborn, niemiecki lekkoatleta
- 9 października – John Lennon, muzyk zespołu The Beatles (zm. 1980)
- 10 października:
  - Tadeusz Komarnicki, polski generał
  - Kiyoshi Tanabe, japoński bokser
- 11 października:
  - Christoph Blocher, szwajcarski polityk
  - Emil Polit, polski malarz (zm. 2024)
  - Plácido Rodríguez, amerykański duchowny katolicki
  - Jean-Claude Schindelholz, piłkarz szwajcarski
- 12 października:
  - Krzysztof Choiński, polski dramaturg, tłumacz (zm. 2025)
  - Stephen Lippard, amerykański chemik
  - William Sims Bainbridge, amerykański socjolog
  - Zygmunt Szopa, polski samorządowiec, urzędnik państwowy, wojewoda kielecki (zm. 2021)
  - Silvano Tomasi, włoski duchowny katolicki, arcybiskup, dyplomata watykański
- 13 października:
  - Chris Farlowe, brytyjski wokalista, członek zespołu Atomic Rooster
  - Pharoah Sanders, amerykański saksofonista i kompozytor jazzowy (zm. 2022)
- 14 października:
  - Mariolina De Fano, włoska aktorka (zm. 2020)
  - Perrie Mans, południowoafrykański snookerzysta (zm. 2023)
  - Walenty (Miszczuk), rosyjski duchowny prawosławny
  - Cliff Richard, muzyk
- 15 października – Peter Doherty, immunolog australijski, laureat Nagrody Nobla
- 16 października
  - William Barry, brytyjski wioślarz
  - Barry Corbin, aktor amerykański
- 17 października:
  - Stephen Kovacevich, amerykański pianista, dyrygent
  - Ewa Mirowska, polska aktorka
  - Krystyna Ostrowska, polska psycholog i kryminolog (zm. 2023)
  - Víctor Manuel Pérez Rojas, wenezuelski duchowny katolicki (zm. 2019)
  - Józef Wysocki, polski duchowny katolicki, biskup pomocniczy warmiński i elbląski
- 18 października:
  - Carl von Essen, szwedzki szpadzista (zm. 2021)
  - Uzzi Ewen, izraelski naukowiec, polityk
  - Anna Krystyna Cendrier, polska architekt (zm. 2012)
  - Győző Kulcsár, węgierski szpadzista (zm. 2018)
  - Cynthia Weil, amerykańska autorka tekstów piosenek (zm. 2023)
- 19 października:
  - Michael Gambon, irlandzki aktor (zm. 2023)
  - Salvador Goldschmied, meksykański judoka
  - Jerzy Kulej, polski pięściarz, olimpijczyk (zm. 2012)
  - Pertti Salolainen, fiński producent telewizyjny, polityk, dyplomata
  - Rosny Smarth, haitański agronom, wykładowca akademicki, polityk, premier Haiti (zm. 2025)
  - Francisco Vidagany, hiszpański piłkarz
- 20 października:
  - Eugeniusz Kielek, polski działacz związkowy, poseł na Sejm RP
  - Li Zhaoxing, chiński polityk, dyplomata
  - Nikita Mandryka, francuski rysownik komiksowy (zm. 2021)
  - Edward Mikołajczyk, polski dziennikarz telewizyjny (zm. 2020)
  - Jiftach Spektor (hebr. יפתח ספקטור), izraelski generał, pilot wojskowy, as myśliwski
- 21 października:
  - Kazimierz Goebel, polski matematyk (zm. 2022)
  - Adam Hodysz, polski funkcjonariusz SB i UOP
  - Manfred Mann, południowoafrykański muzyk
  - Marita Petersen, pierwsza kobieta-premier Wysp Owczych (zm. 2001)
  - Osamu Watanabe, japoński zapaśnik (zm. 2022)
- 23 października:
  - Pelé, brazylijski piłkarz (zm. 2022)
  - Wanda Sokołowska, polska polityk, poseł na Sejm RP (zm. 1994)
- 25 października:
  - Bob Knight, amerykański koszykarz, trener (zm. 2023)
  - Joachim Krajczy, polski piłkarz, trener
  - Apolo Nsibambi, ugandyjski polityk, premier Ugandy (zm. 2019)
- 26 października:
  - José María Arancedo, argentyński duchowny katolicki
  - Eddie Henderson, amerykański trębacz i kompozytor
  - Krystyna Wawrzynowicz, polska polityk
- 27 października:
  - Szahnaz Pahlawi, irańska księżniczka
  - Wolfgang Winkler, niemiecki saneczkarz (zm. 2001)
- 28 października:
  - Paul Helminger, luksemburski polityk (zm. 2021)
  - Andrzej Jonas, polski dziennikarz i publicysta
  - Tadeusz Kraśko, polski dziennikarz (zm. 2019)
  - Danièle Sallenave, francuska pisarka
- 29 października:
  - Connie Mack III, amerykański polityk, senator ze stanu Floryda
  - Heinrich Mussinghoff, austriacki biskup katolicki
  - Jean-Louis Plouffe, kanadyjski duchowny katolicki
  - Xavier Stierli, piłkarz szwajcarski
- 30 października:
  - Pauli Nevala, fiński lekkoatleta (zm. 2025)
  - Józef Zegar, polski profesor nauk rolniczych, poseł na Sejm X i II kadencji
- 31 października:
  - Gabriel Bunge, niemiecki duchowny i teolog prawosławny
  - Søren Christensen, duński polityk
  - Adam Fiala, polski pisarz, ilustrator
- 1 listopada:
  - Beth Fowler, amerykańska aktorka
  - Michael Nnachi Okoro, nigeryjski duchowny rzymskokatolicki
  - Barry Sadler, piosenkarz i pisarz amerykański (zm. 1989)
- 2 listopada:
  - Jerzy Łapiński, polski aktor (zm. 2020)
  - Gigi Proietti, włoski aktor i piosenkarz (zm. 2020)
- 3 listopada:
  - Karol Karski, polski teolog ewangelicki, działacz ekumeniczny (zm. 2025)
  - Mirlande Manigat, haitańska polityk i profesor
- 4 listopada:
  - Odette Ducas, francuska lekkoatletka
  - Marlène Jobert, aktorka francuska
  - Anu Kaal, estońska sopranistka
  - Magda Kósáné Kovács, węgierska polityk (zm. 2020)
- 5 listopada:
  - Andrzej Kaźmierowski, polski geodeta, polityk, senator RP (zm. 1995)
  - Laurent Akran Mandjo, iworyjski duchowny katolicki (zm. 2020)
  - Ted Kulongoski, amerykański polityk pochodzenia polskiego
  - Pavel Mikeska, czeski trener skoków narciarskich
  - Elke Sommer, niemiecka aktorka
- 6 listopada:
  - Johnny Giles, irlandzki piłkarz, trener piłkarski
  - Andrzej Kuś, alpinista, taternik, tłumacz, projektant, wykładowca języków obcych (zm. 2008)
  - Jan Wróblewski, polski pilot szybowcowy i samolotowy
- 7 listopada:
  - Giovanni Maria Flick, włoski prawnik, polityk
  - Stanisław Mazuś, polski malarz
  - Klaas Nuninga, holenderski piłkarz
- 8 listopada:
  - Asja Łamtiugina, polska aktorka (zm. 2023)
  - Michael Smith, irlandzki polityk i rolnik
- 9 listopada:
  - Andrea Mugione, włoski duchowny katolicki (zm. 2020)
  - Sam Savage, amerykański powieściopisarz (zm. 2019)
  - Rajmund Zieliński, polski kolarz (zm. 2022)
- 10 listopada:
  - Ludmiła Murawjowa, rosyjska lekkoatletka, dyskobolka
  - Dominique Saint-Pierre, francuski prawnik, polityk, eurodeputowany
  - Miodrag Todorčević, serbski szachista, trener
- 11 listopada:
  - Alicia Aller, argentyńska aktorka (zm. 2008)
  - Barbara Boxer, amerykańska polityk, senator ze stanu Kalifornia
  - Henryk Choryngiewicz, polski ekonomista, polityk, poseł na Sejm RP
  - Joanis Kukiadis, grecki prawnik, polityk, eurodeputowany
  - Stanisław Liszewski, polski geograf (zm. 2016)
  - Mike Melvill, amerykański pilot-oblatywacz, astronauta
  - Louis Pilot, luksemburski piłkarz, trener (zm. 2016)
  - Francis Reiss, amerykański duchowny katolicki, biskup pomocniczy Detroit
  - Jerzy Stryjecki, polski adwokat, działacz społeczny, taternik, alpinista i grotołaz
- 12 listopada:
  - Fares Maakaroun, libański duchowny melchicki, arcybiskup São Paulo
  - Piotr Sobotta, polski lekkoatleta
  - Donald Wuerl, amerykański duchowny katolicki, arcybiskup metropolita Waszyngtonu, kardynał
- 13 listopada:
  - Saul Kripke, amerykański filozof i logik (zm. 2022)
  - William Taubman, amerykański politolog
- 14 listopada – Janusz Bogdan Roszkowski, polski poeta
- 15 listopada:
  - Klaus Ampler, niemiecki kolarz (zm. 2016)
  - Roberto Cavalli, włoski projektant mody (zm. 2024)
  - Tom Schaeffer, szwedzki curler (zm. 2020)
  - Sam Waterston, amerykański aktor
  - Wolfgang Zimmerer, niemiecki bobsleista
- 16 listopada:
  - Henk Cornelisse, holenderski kolarz szosowy i torowy
  - Tony Johnson, amerykański wioślarz
  - Józef Zagor, polski jeździec sportowy, trener
  - Witold Ziaja, polski hokeista na trawie
- 17 listopada:
  - Gérard Coliche, francuski duchowny katolicki, biskup pomocniczy Lille
  - Płaton (Udowienko), rosyjski duchowny prawosławny
  - Michele De Rosa, włoski duchowny katolicki
- 18 listopada:
  - Kabus ibn Sa’id, sułtan Omanu (zm. 2020)
  - Eladio Silvestre, hiszpański piłkarz
- 20 listopada:
  - Heinrich Dörfelt, niemiecki botanik i mykolog
  - Arieh Warshel, izraelsko-amerykański chemik, laureat Nagrody Nobla
  - Erwin Wilczek, polski piłkarz, trener (zm. 2021)
- 21 listopada:
  - Terry Dischinger, amerykański koszykarz (zm. 2023)
  - Victor Gnanapragasam, lankijski duchowny katolicki, wikariusz apostolski Quetty w Pakistanie (zm. 2020)
  - Richard Marcinko, amerykański komandor porucznik pochodzenia słowackiego (zm. 2021)
- 22 listopada:
  - Alberto Fouillioux, piłkarz chilijski (zm. 2018)
  - Terry Gilliam, amerykański reżyser i scenarzysta filmowy
  - Andrzej Żuławski, polski reżyser i scenarzysta filmowy, aktor, pisarz (zm. 2016)
- 23 listopada:
  - Wolfgang Barthels, niemiecki piłkarz
  - Hanna Busz, polska siatkarka
  - Gösta Pettersson, szwedzki kolarz, szosowy i torowy
- 24 listopada:
  - Helmut Paździor, polski polityk mniejszości niemieckiej, poseł na Sejm RP I, II, III i IV kadencji
  - Josi Sarid, izraelski polityk (zm. 2015)
  - Hermann Otto Solms, niemiecki ekonomista, przedsiębiorca i polityk
  - Andrzej Warych, polski siatkarz, trener
- 25 listopada:
  - Claudio Giménez, paragwajski duchowny katolicki, biskup Caacupé
  - Jan Jongbloed, holenderski piłkarz, bramkarz (zm. 2023)
  - Jürgen Oelke, niemiecki wioślarz
  - Karl Offmann, maurytyjski polityk, prezydent Mauritiusa (zm. 2022)
- 26 listopada:
  - Andrzej Bobowski, polski kibic piłkarski
  - Enrico Bombieri, włoski matematyk
  - Gianni De Michelis, włoski polityk (zm. 2019)
  - Konrad Frejdlich, polska poeta (zm. 2018)
  - Quentin Skinner, brytyjski historyk
  - Adam Zając, polski biolog
- 27 listopada:
  - Bruce Lee, amerykański aktor, mistrz sztuk walk (zm. 1973)
  - Maciej Małecki, polski kompozytor i pianista
  - Józef Zwierzyna, polski piłkarz, trener (zm. 2022)
- 28 listopada: 
  - Claude Rault, francuski duchowny katolicki, biskup Al-Aghwat w Algierii
  - Bruce Channel, amerykański piosenkarz
- 29 listopada:
  - Billy Hart, amerykański perkusista jazzowy
  - Chuck Mangione, amerykański kompozytor i muzyk jazzowy (zm. 2025)
  - Dani Szmulewicz-Rom, izraelski piłkarz (zm. 2021)
- 30 listopada:
  - Pavel Doležel, czechosłowacki kolarz
  - Peter Gamper, niemiecki lekkoatleta
  - Rafał Marszałek, polski krytyk filmowy
  - Alviero Niccacci, włoski biblista i filolog (zm. 2018)
  - Moacyr José Vitti, brazylijski duchowny katolicki (zm. 2014)
- 1 grudnia:
  - Terry Erwin, amerykański ekolog i entomolog (zm. 2020)
  - Waldemar Gawron, polski lekkoatleta
  - Ferenc Makk, węgierski historyk (zm. 2018)
  - Richard Pryor, amerykański aktor (zm. 2005)
  - Nora Schimming-Chase, namibijska nauczycielka, polityk, dyplomata (zm. 2018)
  - Jan Śrutwa, polski duchowny katolicki
  - Albert Van Damme, belgijski kolarz przełajowy i szosowy
  - Urszula Wybraniec-Skardowska, polska matematyk
- 2 grudnia:
  - John Ekels, kanadyjski żeglarz sportowy
  - Jairo Jaramillo Monsalve, kolumbijski duchowny katolicki, arcybiskup Barranquilli
- 3 grudnia:
  - Manuela Ferreira Leite, portugalska ekonomistka, polityk
  - Daniel Salmon, francuski kolarz (zm. 2017)
  - Kishin Shinoyama, japoński fotograf, artysta współczesny (zm. 2024)
- 4 grudnia:
  - Henri Belena, hiszpańsko-francuski kolarz szosowy (zm. 2020)
  - Jan Karlsson, szwedzki piłkarz (zm. 2019)
  - Fumio Kyūma, japoński polityk
- 5 grudnia:
  - Bogusław Hładoń, polski farmaceuta (zm. 2012)
  - Boris Ignatjew, rosyjski trener i były piłkarz
  - Albert Vanbuel, belgijski duchowny katolicki, emerytowany biskup diecezji Kaga-Bandoro, salezjanin
- 6 grudnia – Jürgen Wähling, niemiecki piłkarz, trener
- 7 grudnia:
  - Alfred Gauda, lubelski muzealnik, etnograf, grafik, twórca ekslibrisów (zm. 2005)
  - José Ricardo Vázquez, argentyński piłkarz
- 8 grudnia:
  - Aivars Endziņš, łotewski prawnik, polityk, przewodniczący Sądu Konstytucyjnego (zm. 2023)
  - Jean-Paul Goude, francuski grafik, ilustrator, artysta fotograf, reżyser reklam
  - George Snider, amerykański kierowca wyścigowy
- 9 grudnia – Leonella Sgorbati, włoska zakonnica, misjonarka, męczennica, błogosławiona katolicka (zm. 2006)
- 10 grudnia:
  - Zoltán Gál, węgierski polityk
  - Deogracias Iñiguez, filipiński duchowny katolicki, biskup Kalookan
  - Aleksander Smolar, polski publicysta i politolog
- 11 grudnia:
  - Ramón Díaz del Río Jáudenes, hiszpański inżynier, samorządowiec, polityk, eurodeputowany (zm. 2023)
  - Barbara Dzido-Lelińska, polska aktorka
  - Donna Mills, amerykańska aktorka
  - Zdzisław Skorupa, polski polityk, poseł na Sejm PRL
- 12 grudnia:
  - Jesus Aputen Cabrera, filipiński duchowny katolicki
  - Adam Kowalewski, polski architekt (zm. 2024)
  - Dionne Warwick, amerykańska piosenkarka i pianistka
- 13 grudnia:
  - Violetta Koseska-Toszewa (pseud. David Harklay), polska astrolog (zm. 2017)
  - Carol Locatell, amerykańska aktorka (zm. 2023)
- 14 grudnia
  - Henri Dès, szwajcarski wykonawca i autor piosenek dla dzieci
  - Teresa Jasztal, polska polityk, poseł na Sejm RP (zm. 2023)
- 15 grudnia – Irena Dudzińska, polska aktorka
- 16 grudnia – Zdzisława Janowska, polska polityk
- 17 grudnia:
  - Adolfo Canepa, gibraltarski polityk
  - Édika, francuski twórca komiksów, satyryk pochodzenia egipskiego
  - Nicolae Lupescu, rumuński piłkarz (zm. 2017)
- 18 grudnia:
  - Ilario Castagner, włoski piłkarz, trener, komentator piłkarski (zm. 2023)
  - Pirjo Rusanen, fiński polityk
- 19 grudnia:
  - Soraya Ghassemi, irańska aktorka
  - Phil Ochs, amerykański piosenkarz związany z ruchem folkowym i pieśni protestu (zm. 1976)
  - Juzefs Petkēvičs, łotewski szachista pochodzenia polskiego (zm. 2024)
- 20 grudnia:
  - Josef Haring, niemiecki duchowny katolicki, biskup Limoeiro do Norte (zm. 2023)
  - Janusz Orbitowski, polski malarz, pedagog (zm. 2017)
  - Ewa Serocka, polska polityk, senator RP
- 21 grudnia:
  - Kálmán Sóvári, węgierski piłkarz (zm. 2020)
  - Frank Zappa, amerykański muzyk rockowy i jazzowy (zm. 1993)
- 23 grudnia:
  - Ignacy Bulla, polski malarz, grafik, rzeźbiarz i satyryk
  - Jorma Kaukonen, amerykański gitarzysta rockowy, kompozytor, autor tekstów pochodzenia fińsko-rosyjsko-żydowskiego, członek zespołów: Jefferson Airplane i Hot Tuna
  - Mamnun Husajn, pakistański przedsiębiorca i polityk, Prezydent Pakistanu (zm. 2021)
- 24 grudnia:
  - Bill Crothers, kanadyjski lekkoatleta, sprinter i średniodystansowiec
  - Anthony Fauci, amerykański lekarz
  - Karin Junker, niemiecka dziennikarka, polityk
  - Marie Krčmová, czeska językoznawczyni (zm. 2023)
  - Hryhorij Kriss, ukraiński szpadzista
  - Donald A. Martin, amerykański matematyk
  - Jan Stráský, czeski ekonomista, polityk, premier i p.o. prezydenta Czechosłowacji (zm. 2019)
  - Ugo Tomeazzi, włoski piłkarz, trener
- 25 grudnia:
  - Muse Hassan Abdulle, somalijski polityk i wojskowy
  - Henryk Wujec, polski polityk (zm. 2020)
  - Seweryna Wysłouch, polska polonistka, literaturoznawca, profesor nauk humanistycznych
- 26 grudnia:
  - Edward C. Prescott, ekonomista amerykański, laureat Nagrody Nobla (zm. 2022)
  - Ronney Pettersson, szwedzki piłkarz, bramkarz (zm. 2022)
- 27 grudnia:
  - Willi Görlach, niemiecki polityk, eurodeputowany
  - Willi Hofmann, szwajcarski bobsleista
  - Władimir Komarow, rosyjski kompozytor muzyki filmowej
  - Natan Tenenbaum, polski satyryk, poeta, autor tekstów scenicznych pochodzenia żydowskiego (zm. 2016)
- 28 grudnia – Don Francisco, chilijski prezenter telewizyjny
- 29 grudnia:
  - Néstor Combin, francuski piłkarz
  - Fred Hansen, amerykański lekkoatleta
  - Magdalene Hoff, niemiecka polityk, eurodeputowana (zm. 2017)
- 31 grudnia:
  - Marek Czapliński, polski historyk
  - Krystyna Grzybowska, polska dziennikarka, publicystka (zm. 2018)
  - Luis Rubiños, peruwiański piłkarz, bramkarz
- data dzienna nieznana:

  - Alicja Derkowska, polska działaczka społeczna
  - Jan Andrzej Kubik, polski inżynier
  - Ewald Macha, polski inżynier (zm. 2014)
  - Peter Mutharika, malawijski prawnik i polityk
  - Tadeusz Oleś, polski zoolog
  - Tadeusz Piotrowski, polski taternik, alpinista i himalaista, autor książek o tematyce wspinaczkowej (zm. 1986)
  - Bogumiła Sawa, polska historyczka, regionalistka, zasłużona dla Zamościa (zm. 2020)
  - Franca Squarciapino, włoska projektantka kostiumów filmowych, teatralnych i operowych
  - Anita Szapira, izraelska historyk

## Zmarli
- 4 stycznia – Emanuel González García, hiszpański biskup, święty katolicki (ur. 1877)
- 11 stycznia:
  - Rudolf Redlinghofer, austriacka ofiara nazizmu, Świadek Jehowy (ur. 1900)
  - Franciszek Rogaczewski, polski duchowny katolicki, męczennik, błogosławiony (ur. 1892)
- 16 stycznia – Teodora Raczkowska, polska nauczycielka, właścicielka żeńskiej szkoły handlowej w Warszawie (ur. 1850)
- 18 stycznia – Kazimierz Przerwa-Tetmajer, polski poeta, nowelista, powieściopisarz, przedstawiciel Młodej Polski (ur. 1865)
- 19 stycznia – Ignacy Chrzanowski, polski historyk literatury (ur. 1866)
- 20 stycznia – Ludomir Chojnowski, powstaniec styczniowy (ur. 1843)
- 22 stycznia:
  - Marceli Nowakowski, polski duchowny katolicki, działacz społeczny i polityczny, poseł na Sejm (ur. 1882)
  - E. Alyn Warren, amerykański aktor (ur. 1874)
- 28 stycznia – Károly Kaán, węgierski leśnik, pionier ochrony przyrody (ur. 1867)
- 28 stycznia (prawdopodobnie) – Gustaw Manitius, polski duchowny luterański, zamordowany przez strażników w Forcie VII (ur. 1880)
- 31 stycznia – Kandelaria od św. Józefa, wenezuelska zakonnica, założycielka zgromadzenia Siostrzyczek Ubogich z Altagracia de Orituco, błogosławiona katolicka (ur. 1863)
- 9 lutego – Antoni Maria Emilian Hoborski, polski matematyk, przedstawiciel krakowskiej szkoły matematycznej, pierwszy rektor Akademii Górniczo-Hutniczej (ur. 1879)
- 15 lutego – Ludwik Gdyk, polski związkowiec, polityk, poseł, wicemarszałek Sejmu (ur. 1874)
- 18 lutego – Jan Nowak, polski geolog i paleontolog, specjalista w zakresie tektoniki (ur. 1880)
- 20 lutego – Ludwik Mzyk, polski werbista, męczennik, błogosławiony katolicki (ur. 1905)
- 24 lutego – Ascensión Nicol Goni, hiszpańska zakonnica, błogosławiona katolicka (ur. 1868)
- 10 marca – Michaił Bułhakow, rosyjski pisarz (ur. 1891)
- 12 marca – Luigi Orione, włoski duchowny katolicki, założyciel zgromadzenia Orionistów, działacz społeczny, święty Kościoła katolickiego (ur. 1872)
- 16 marca – Selma Lagerlöf, szwedzka pisarka, laureatka literackiej Nagrody Nobla w 1909 roku (ur. 1858)
- 20 marca – Antonina Englisch, taterniczka (ur. 1853)
- 26 marca – Julij Szokalski (ros. Юлий Михайлович Шокальский), rosyjski geograf, oceanograf i kartograf (ur. 1856)
- 30 marca – Józef Jainta, polski działacz robotniczy (ur. 1882)
- kwiecień – Włodzimierz Gosławski, polski taternik, chemik (ur. 1903)
- kwiecień-maj – zamordowani w Katyniu, Charkowie, Twerze, Kijowie i Mińsku
  - 5 kwietnia – Stanisław Korczak, legionista, policjant, ofiara NKWD, zamordowany w Twerze (ur. 1896)
  - 13 kwietnia – Franciszek Szymkowiak, polski żołnierz i policjant (ur. 1894)[1]
  - 22 kwietnia – Janina Lewandowska, polska śpiewaczka, pilot szybowcowy i samolotowy (ur. 1908)
  - ? – Tomasz Piskorski, polski prawnik, działacz Związku Harcerstwa Polskiego, uczestnik walk o niepodległość Polski (ur. 1898)
  - ? – Mieczysław Smorawiński, polski dowódca wojskowy, generał brygady Wojska Polskiego, dowódca Okręgu Korpusu Nr II (ur. 1893)
  - ? – Władysław Sebyła, polski poeta, tłumacz i malarz (ur. 1902)
- 2 kwietnia – Juliusz Dąbrowski, polski prawnik, instruktor harcerski, harcmistrz, rozstrzelany przez niemieckich okupantów w Palmirach (ur. 1909)
- 19 kwietnia – Ferdynand Rabowski, polski geolog, taternik (ur. 1884)
- 26 kwietnia:
  - Stanisław Kubista, polski werbista, męczennik, błogosławiony katolicki (ur. 1898)
  - Aleksandra Kujałowicz, polska nauczycielka, uczestniczka konspiracji niepodległościowej na Suwalszczyźnie (ur. 1909)
- 30 kwietnia – Henryk Dobrzański, ps. Hubal, dowódca oddziału Hubalczyków na Kielecczyźnie w czasie II wojny światowej (ur. 1897)
- 20 maja – Verner von Heidenstam, szwedzki prozaik i poeta, laureat literackiej Nagrody Nobla w 1916 roku (ur. 1859)
- 24 maja:
  - Józef Kurzawa, polski duchowny katolicki, męczennik, błogosławiony (ur. 1910)
  - Wincenty Matuszewski, polski duchowny katolicki, męczennik, błogosławiony (ur. 1869)
- 28 maja – Władysław Demski, polski duchowny katolicki, męczennik, błogosławiony (ur. 1884)
- 30 maja – Otto Neururer, austriacki duchowny katolicki, męczennik, błogosławiony (ur. 1882)
- 6 czerwca – Innocenty Guz, polski franciszkanin, męczennik, błogosławiony katolicki (ur. 1890)
- 13 czerwca – Witold Świerz, polski lekarz, taternik, narciarz (ur. 1885)
- 17 czerwca – Arthur Harden, brytyjski biochemik, laureat Nagrody Nobla w 1929 roku (ur. 1865)
- 20 czerwca
  - Jehan Alain, kompozytor francuski (ur. 1911)
  - Władysław Ziętkiewicz, pułkownik piechoty Wojska Polskiego, taternik, działacz narciarski i pionier narciarstwa wysokogórskiego (ur. 1892)
- 20–21 czerwca – rozstrzelani przez niemieckich okupantów w Palmirach pod Warszawą:
  - Włodzimierz Hulewicz, literat
  - Halina Jaroszewiczowa, polska działaczka niepodległościowa i społeczna, polityk, poseł na Sejm i senator w II RP (ur. 1892)
  - Janusz Kusociński, sportowiec (ur. 1907)
  - Mieczysław Niedziałkowski, polityk (ur. 1893)
  - Jan Pohoski, polski działacz niepodległościowy, inżynier architekt (ur. 1889)
  - Maciej Rataj, polityk (ur. 1884)
- 24 czerwca – Alfred Fowler, brytyjski astronom (ur. 1868)
- 26 czerwca – Rudolf Modrzejewski, amerykański inżynier, syn Heleny Modrzejewskiej, budowniczy linii kolejowych i mostów, pionier w budownictwie mostów wiszących (ur. 1861)
- 4 lipca – Józef Pankiewicz, polski malarz i grafik, pedagog (ur. 1866)
- 5 lipca – Carl Einstein, niemiecki pisarz i badacz historii literatury (ur. 1885)
- 31 lipca – Harry Wahl, fiński żeglarz, medalista olimpijski (ur. 1869)
- 3 sierpnia – Józef Mamica, polski duchowny luterański, kapelan wojskowy (ur. 1878)
- 8 sierpnia – Włodzimierz Laskowski, polski duchowny katolicki, męczennik, błogosławiony (ur. 1886)
- 16 sierpnia – Henri Desgrange, francuski kolarz szosowy, pomysłodawca i organizator Tour de France (ur. 1865)
- 18 sierpnia – Walter Chrysler, amerykański pionier automobilizmu (ur. 1875)
- 21 sierpnia:
  - Jerzy Bandrowski, polski pisarz (ur. 1883)
  - Lew Trocki, działacz komunistyczny, twórca idei „permanentnej rewolucji”, zamordowany przez agenta NKWD w Meksyku (ur. 1879)
- 24 sierpnia – Paul Nipkow, twórca wynalazku nazywanego tarczą Nipkowa, który umożliwił powstanie współczesnej telewizji (ur. 1860)
- 30 sierpnia – Joseph John Thomson, fizyk angielski, odkrywca elektronu, laureat Nagrody Nobla (ur. 1856)
- 2 września – Franciszek Ścigała, polski duchowny katolicki (ur. 1882)
- 17 września – Zygmunt Sajna, polski duchowny katolicki, męczennik, błogosławiony, rozstrzelany przez niemieckich okupantów w Palmirach (ur. 1897)
- 23 września – Bernardyna Maria Jabłońska, polska albertynka, błogosławiona katolicka (ur. 1878)
- 2 października – Johan Anker, norweski przedsiębiorca, konstruktor jachtów i żeglarz, medalista olimpijski (ur. 1871)
- 4 października – Karol Żmij, polski teolog, duchowny rzymskokatolicki (ur. 1907)
- 8 października – Josef František, czeski lotnik, as myśliwski (ur. 1914)
- 11 października – Vito Volterra, włoski matematyk i fizyk (ur. 1860)
- 20 października – Gunnar Asplund, szwedzki architekt (ur. 1885)
- 26 października – Olga Boznańska, polska malarka okresu modernizmu (ur. 1865)
- 3 listopada – Manuel Azaña, pisarz, minister, premier i prezydent Hiszpanii (ur. 1880).
- 4 listopada – Arthur Henry Rostron kapitan RMS Carpathia (ur. 1869)
- 9 listopada – Konstanty Wolny, górnośląski działacz narodowy i społeczny (ur. 1877)
- 28 listopada – Harald Sandberg, szwedzki żeglarz, medalista olimpijski (ur. 1883)
- 30 listopada – Stanisław Kielak, polski polityk, wicemarszałek Sejmu (ur. 1885)
- 7 grudnia – Arthur Ahnger, fiński żeglarz, medalista olimpijski (ur. 1886)
- 16 grudnia – Filip Siphong Onphitak, tajski męczennik, błogosławiony katolicki (ur. 1907)
- 18 grudnia – Michał Piaszczyński, polski duchowny katolicki, męczennik, błogosławiony (ur. 1885)
- 19 grudnia – Kyösti Kallio, fiński polityk, prezydent Finlandii (ur. 1873)
- 21 grudnia – Francis Scott Fitzgerald, amerykański pisarz i scenarzysta filmowy (ur. 1896)
- 26 grudnia
  - Męczennicy z Songkhon:
    - Agnieszka Phila, tajska zakonnica, męczennica, błogosławiona katolicka (ur. 1909)
    - Łucja Khambang, tajska zakonnica, męczennica, błogosławiona katolicka (ur. 1917)
    - Agata Phutta, tajska męczennica, błogosławiona katolicka (ur. 1882)
    - Cecylia Butsi, tajska męczennica, błogosławiona katolicka (ur. 1924)
    - Bibiana Khampai, tajska męczennica, błogosławiona katolicka (ur. 1925)
    - Maria Phon, tajska męczennica, błogosławiona katolicka (ur. 1929)

- data dzienna nieznana:
  - Teréz Egenhoffer, węgierska taterniczka (ur. 1855)
  - Matylda Ogórkówna, członkini Polskiej Organizacji Wojskowej, prawdopodobnie jedyna kobieta walcząca z bronią w ręku w czasie powstań śląskich (ur. 1897)

## Zdarzenia astronomiczne
- 1 października – całkowite zaćmienie Słońca

## Nagrody Nobla
- z powodu wojny Nagród Nobla nie przyznano

## Święta ruchome
- Tłusty czwartek: 1 lutego
- Ostatki: 6 lutego
- Popielec: 7 lutego
- Niedziela Palmowa: 17 marca
- Wielki Czwartek: 21 marca
- Wielki Piątek: 22 marca
- Pamiątka śmierci Jezusa Chrystusa: 23 marca
- Wielka Sobota: 23 marca
- Wielkanoc: 24 marca
- Poniedziałek Wielkanocny: 25 marca
- Wniebowstąpienie Pańskie: 2 maja
- Zesłanie Ducha Świętego: 12 maja
- Boże Ciało: 23 maja